# دلاور (ایالت)

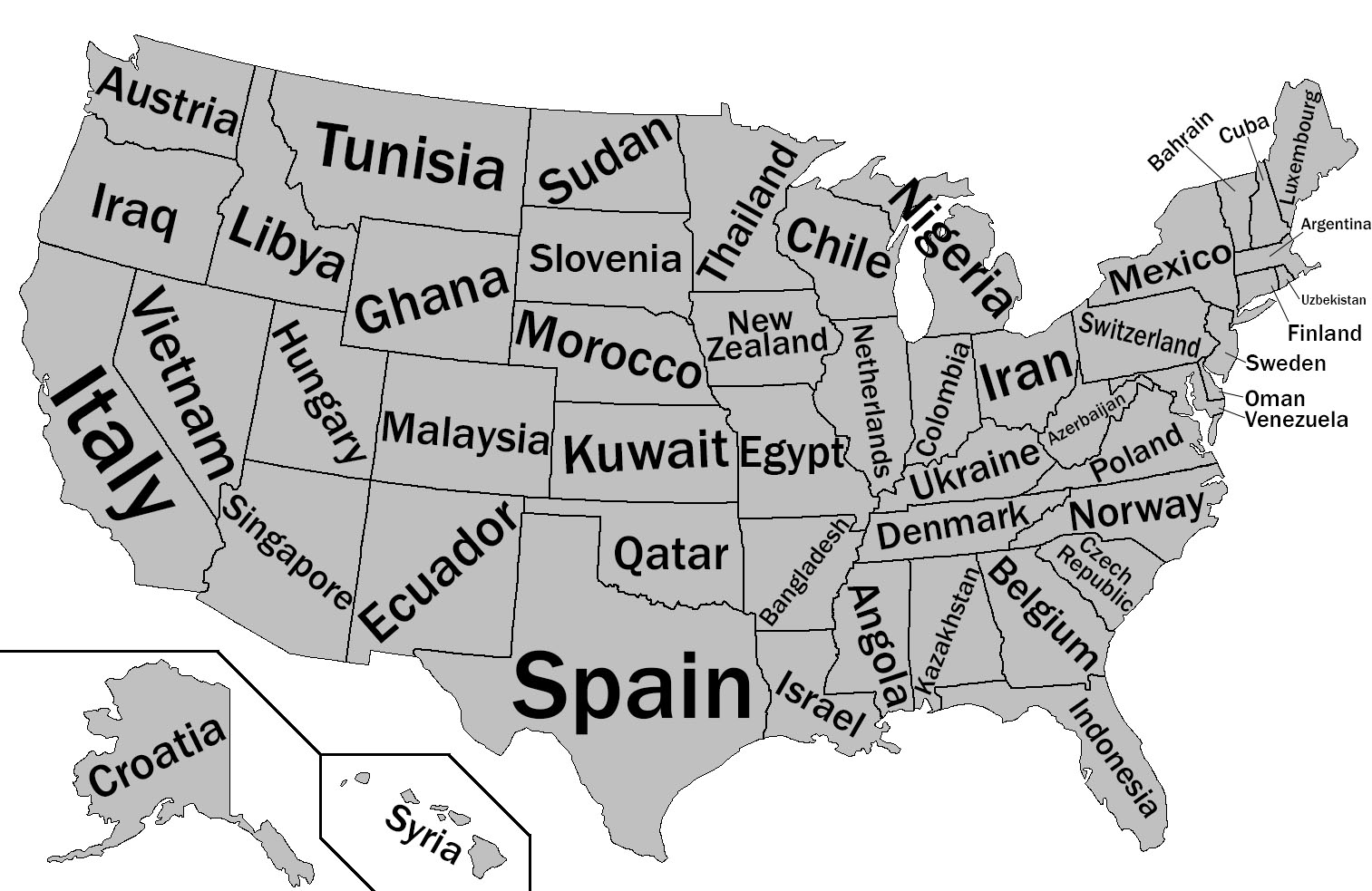
مقایسهٔ تولید ناخالص داخلی ایالت‌های آمریکا با کشورهای دیگر در سال ۲۰۱۲. ایالت دلاور در این سال تولید ناخالصی اش قابل مقایسه با کشور عمان بوده‌است.

دلاوِر (به انگلیسی: Delaware) ایالتی در شمال شرقی آمریکا و یکی از ایالت‌های ساحلی اقیانوس اطلس آمریکا است. پایتخت آن دوور و شهر مهم آن ویلمینگتن است.

## پیشینه

#### بومیان آمریکا
پیش از آنکه دلاور توسط مستعمره نشینان اروپایی اشغال شود، موطن قبیلهٔ آلگونکیان شرقی بود که به نام اونامی لینِیپ یا دلاور نیز شناخته می‌شوند و عمدتاً در نوار ساحلی مسکن داشتند. مردم مانتیکاک نیز در بخش جنوبی شبه‌جزیره دیلماروا زندگی می‌کردند. به گفتهٔ جان اسمیت مردمی از ایروکوئیان، به نام کوسکاراواک و تاکوو، در نواحی شمالی‌تر از مردم مانتیکاک مسکن داشتند. آن‌ها احتمالاً پیش از مهاجرت به خلیج چساپیک، در بخش کوچکی از زمین‌های غربی ایالت زندگی می‌کردند.
مردم اونامی لینیپ در درهٔ دلاور خویشاوندی نزدیکی با مردم مونسی لینیپ داشتند که در امتداد رود هادسن زندگی می‌کردند. آن‌ها از راه شکار و کشاورزی ارتزاق می‌کردند.
این مردم از دست دادن زمین‌هایشان در حاشیهٔ رود دلاور و نابودی مینکووا به دست اتحادیهٔ پنج ملت ایروکوا در سال‌های ۱۶۷۰، سعی کردند بقایای قومشان را با ترک منطقه و ساکن شدن در کوه‌های آلگانی نجات دهند.
عمدهٔ مردمی که زمین‌های ایالت دلاور را ترک نکردند، تعمید داده شدند و به دین مسیح گرویدند. سپس با مردم رنگین‌پوست دیگر علیه همسایگان غیربومی خود متحد شدند.

#### دلاور مستعمره

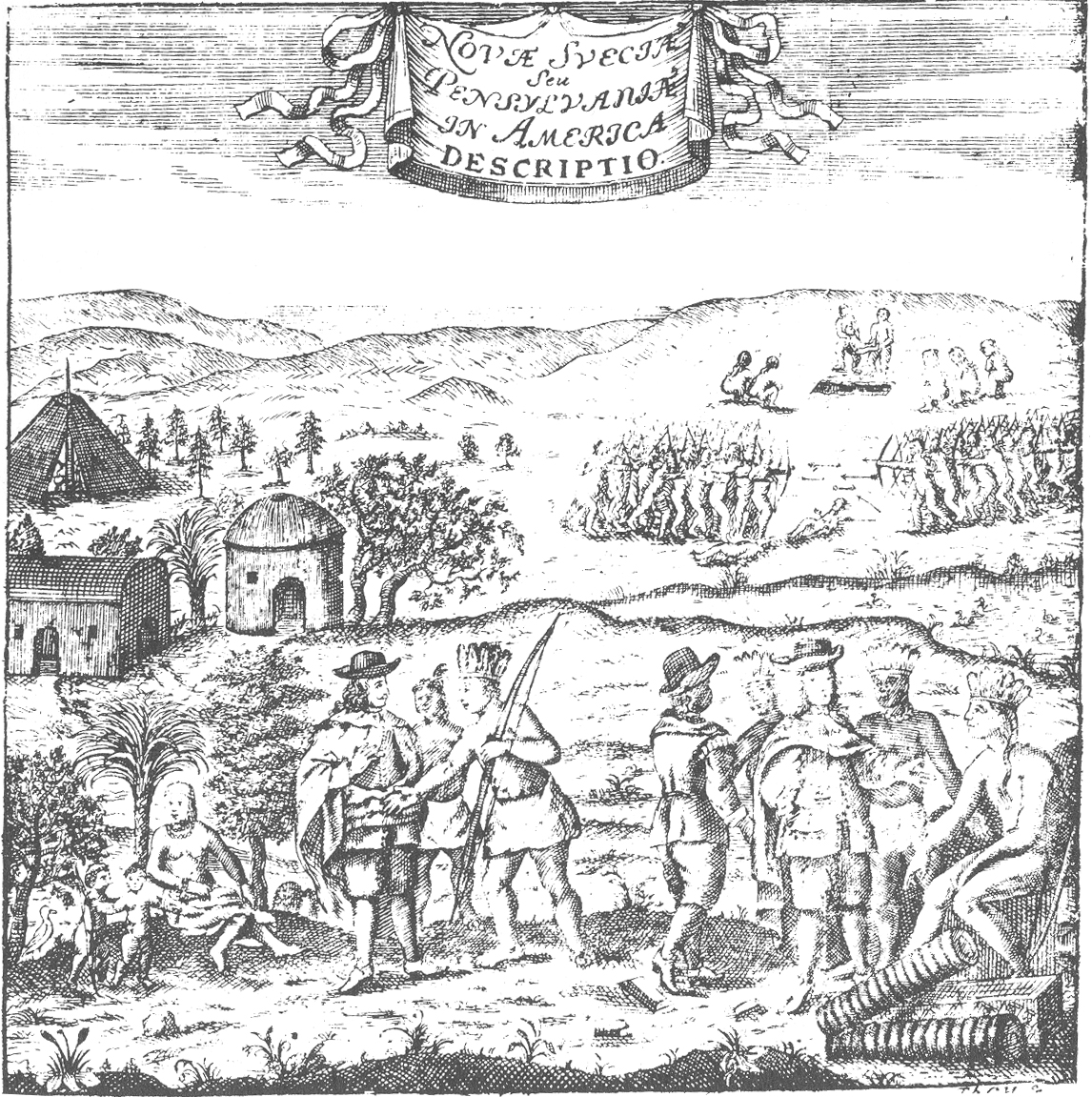
سوئد نو -- برخورد میان مستعمران سوئدی و بومیان دلاور

هلندی‌ها نخستین اروپایی‌هایی بودند که به دلاور امروزی پا گذاشتند و در ۱۶۳۱، منطقهٔ بازرگانی زوانندیل را نزدیک لوزدر منطقهٔ میانی برپا کردند. تمام استعمارگران مستقر در این ناحیه ظرف یک سال در یک نزاع قبایل سرخپوست بومی آمریکا کشته شدند. در سال ۱۶۳۸، سوئد نو، توسط پیتر مینوئیت، سرپرست مردم سوئدی، فنلاندی و هلندی، یک مستعمره و منطقهٔ بازرگانی سوئدی را در فورت کریستینا (ویلمینگتون امروزی) برپا کرد. این مستعمرهٔ سوئدی ۱۷ سال دوام آورد. در ۱۶۵۱، هلندیان با فرماندهی پیتر استویوِسانت برگشته و یک قلعه در نیوکاسل امروزی بنا نمودند و در ۱۶۵۵، مستعمرهٔ سوئد نو را ضمیمهٔ هلند نو کردند. تنها نه سال بعد، در ۱۶۶۴، این مستعمرات مورد حملهٔ ناوگان بریتانیایی قرار گرفته و توسط سر رابرت کار تحت سلطنت جیمز، دوک یورک تسخیر شدند. در ۱۶۸۲، دوک مقداری از زمین‌هایی که توسط سیسیل کالورت، بارون دوم بالتیمور، فرماندار مریلند، ادعا شده بود، به ویلیام پن واگذار کرد. پن به شدت علاقه داشت که استان پنسیلوانیای تحت فرمانش را به دریا متصل کند، به همین دلیل زمین‌هایی که امروزه به «زمین‌های پست دلاور» شهرت دارد را از دوک اجاره کرد.
پن در ۱۶۸۲، یک نماینده برای این متصرفات تعیین کرد و به‌طور خلاصه دو سرزمین تحت حاکمیتش را با هم تلفیق نمود. اگرچه در ۱۷۰۴، استان پنسیلوانیا بسیار بزرگ شد و نمایندگان این ایالت خواستند تا بدون رضایت نمایندگان سرزمین‌های پست دلاور تصمیم‌هایشان را عملی کنند؛ به همین دلیل گروهی از نمایندگان در نیوکاسل و عده‌ای دیگر در فیلادلفیا دور هم جمع شدند. پن و وارثان او مالکین هر دو منطقه ماندند و فرمانداران استان پنسیلوانیا و قلمرو سرزمین‌های پست را تعیین می‌کردند. در اصل به‌طور رسمی دلاور و پنسیلوانیا یک فرماندار داشتند. همان‌طور که از ۱۷۰۳ تا ۱۷۳۸ نیویورک و نیوجرسی یا در دوره‌ای ماساچوست و نیوهمپشایر یک فرماندار داشتند.
با رشد کار و نیاز به کارگر، دلاور نسبت به مهاجران انگلیسی که وضع اقتصادی کشورشان رو به پیشرفت بود، بردگان بیشتری جذب کرد. مستعمره یک جامعهٔ بردگانی شد و کشت تنباکو رشد کرد. اگرچه مهاجران انگلیسی هنوز به این ایالت می‌آمدند.

#### انقلاب آمریکا
مانند دیگر مستعمرات میانه، قلمرو پست دلاور اشتیاق کمی به قطع وابستگی به بریتانیا داشتند. شهروندان با فرمانداران استعمارگر ارتباط خوبی داشتند و عموماً از دیگر مستعمرات در اجتماع‌ها و روابطشان آزادی عملشان بیشتر بود. بازرگانان بندر ویلمینگتون نیز روابط تجاری مستحکمی داشتند.
در این شرایط، توماس مک‌کین، وکیل اهل نیوکاسل، قانون تمبر را به شدت محکوم کرد، و جان دیکنسون نیز بدل به «نویسندهٔ انقلاب» شد و دوازده متن تحت عنوان «نامه‌ای از یک دهقان پنسیلوانیایی» را به رشتهٔ تحریر درآورد. با پیش‌بینی اعلام استقلال، رهبران میهن‌دوستان، توماس مک‌کین و سزار رُدنی، مجلس استعماری را متقاعد کردند که جدایی خود را از بریتانیا و اعلام نماید.
تیپ نظامی دلاور به نام «آبی‌ها دلاور (به انگلیسی: Delaware Blues)» و نام مستعار «جوجه مرغ‌های آبی»، تحت رهبری جان هاسلت، در ارتش قاره‌ای خدمت می‌کرد. در اوت ۱۷۷۷، ارتش بریتانیا تحت رهبری ژنرال ویلیام هاو، برای نبرد براندی‌وین وارد دلاور شد و شهر فیلادلفیا را تسخیر نمود. تنها اشغال حقیقی خاک دلاور در نبرد پل کوچ، در ۳ سپتامبر ۱۷۷۷، رخ داد.
پس از نبرد براندی‌وین، ویلمینگتون توسط ارتش بریتانیا تسخیر شده و فرماندار ایالت، جان مک‌کینلی، زندانی‌ها را به آن‌جا آورد. برای بقیهٔ جنگ، بریتانیا کنترل رود دلاور را در دست داشت. بریتانیا از این راه در تجارت مستعمرات اخلال ایجاد می‌کرد و وفادارماندگان را، به ویژه در شهرستان ساسکس، تشویق می‌کرد. چونکه بریتانیا به بردگان شورشی قول داده بود که اگر برای آن‌ها بجنگند، آزاد خواهند شد. به همین دلیل بردگان فراری به سمت جبهه‌های آن‌ها در شمال سرازیر بودند.

#### برده‌داری و نژادپرستی
بسیاری از مردم مریلند و ویرجینیا به دلاور مهاجرت کردند و رشد جمعیت بسیار سریع شد. اقتصاد این مستعمره‌ها عمدتاً بر کشاورزی تنباکو متمرکز بود و رشد جمعیت باعث می‌شد تا میزان وابستگی به بردگان آفریقایی بیشتر شود. بسیاری از استعمارگران انگلیسی نیز در ابتدا تحت قراردادهای کار اجباری برای خدمتگزاری به آمریکا آمدند و به همین دلیل در سال‌های ابتدایی مرز میان خدمتگزار و برده شکننده بود.
بسیاری از خانواده‌های آفریقایی-آمریکایی در دلاور، پیش از انقلاب، برای یافتن زمین‌های مقرون به صرفه از مریلند وارد ایالت شده بودند. فرزندان این خانواده‌ها معمولاً حاصل رابطهٔ یک زن خدمتگزار یا بردهٔ سفید و یک آفریقایی یا آفریقایی-آمریکایی خدمتگزار یا آزاد بودند. طبق قوانین برده‌داری، بچه‌هایی که از زن خدمتگزار سفید به دنیا می‌آمدند، بدون در نظر گرفتن صفات پدری، دارای امتیازهای اجتماعی مادرش می‌شد، اما بچه‌ای که از یک زن سفید برده متولد می‌شد، در طبقهٔ بردگان جای می‌گرفت. با بهتر شدن وضعیت اقتصادی انگلستان، همان‌طور که نیاز ایالت به کارگر بیشتر می‌شد، بردگان بیشتری وارد می‌شدند که جابجایی مرزهای طبقهٔ آن‌ها بسیار مشکل بود.
در پایان دورهٔ استعماری، شمار بردگان در دلاور رو به کاهش رفت. اقتصاد کشاورزی از کشت تنباکو به کشت مختلط رفت که نیاز به بردگان کارگر کمتری داشت. به علاوه، پیروان محلی متدیسم و کوئیکرها صاحبات برده را تشویق می‌کردند که آن‌ها را همزمان با انقلاب آمریکا آزاد کنند و در پی این افکار ایدئالیسم، آزادی فردی گسترش بیشتری یافت. در ۱۸۱۰، سه چهارم سیاهان دلاور آزاد بودند. تا پیش از ۱۷۷۷، زمانی‌که جان دیکنسون بردگانش را آزاد می‌کرد، با ۳۷ برده، بزرگ‌ترین برده‌دار دلاور بود. در ۱۸۶۰، تعداد بردگان بزرگ‌ترین برده‌دار ایالت به ۱۶ نفر می‌رسید.
اگرچه تلاش‌ها برای لغو قانون برده‌داری، به خاطر کم‌کاری قوهٔ مقننهٔ دلاور، شکست می‌خورد اما در عمل برده‌داری تا حد زیادی در ایالت از بین رفته بود. در سرشماری سال ۱۸۶۰، در نزدیکی جنگ داخلی آمریکا، ۹۱٫۷٪ از مردم سیاه آزاد بودند؛ ۱۷۹۸ نفر برده در مقابل ۱۹۸۲۹ نفر آزاد.
در ۱۸۱۳، یک بردهٔ آزاد شده به نام پیتر اسپنسر، گروهی مستقل به نام «اتحاد کلیسای مردم آفریقایی» برای سیاه‌پوستان ایجاد کرد. این فرقه در پی ایجاد گروه «کلیسای متدیست اسقاط آفریقایی‌ها» که در ۱۷۹۳، توسط ریچارد آلن در فیلادلفیا، تأسیس شد. اسپنسر در ویلمینگتون یک کلیسا برای فرقهٔ خود ساخت. این گروه بعدها نامش را به «کلیسای متحد مردم رنگین‌پوست متدیست پروتستان و گروه‌های وابسته» تغییر یافت، که بیشتر به نام کلیسای ای.یو.ام. پی شهرت دارد. در ۱۸۱۴، اسپنسر نخستین گردهمایی گروهش را که یک جشنوارهٔ مذهبی-فرهنگی بود و باعث می‌شد اعضای جدید و قدیمی و بچه‌هایشان با یکدیگر آشنا شوند، تحت عنوان «چهارگانهٔ بزرگ اوت» ترتیب داد.
۳ ژانویهٔ ۱۸۶۱، دلاور علیه تجزیه‌طلبی، رأی داد و در دولت متحد باقی ماند. در حالی که بیشتر ساکنان دلاور تحت عنوان ارتش دولتی در جبهه‌ها می‌جنگیدند، برخی از آن‌ها در کارخانه‌های مؤتلفهٔ مریلند و ویرجینیا خدمت می‌کردند. دلاور تنها ایالت برده‌ای بود که به شبه‌نظامیان مؤتلفه نپیوست. دلاور کمی پس از شروع جنگ داخلی بردگان باقیمانده را نیز مرخص کرد، اما متمم‌های سیزدهم، چهاردهم و پانزدهم قانون اساسی را رد کرد. متمم سیزدهم در ۸ فوریه ۱۸۶۵، متمم چهاردهم ۸ فوریهٔ ۱۸۶۷ و متمم پانزدهم در ۱۸ مارس ۱۸۶۹ رد شدند اما به‌طور رسمی در ۱۲ فوریهٔ ۱۹۰۱ همهٔ آن‌ها را تصویب نمودند.

## نام
نام این ایالت از رود دلاور گرفته شده که خود نامش از توماس وست، بارون سوم د لا وار (۱۶۱۸–۱۵۷۷)، نخستین فرماندار زمان استعمار انگلیس پس از کشف رود توسط اروپاییان، مشتق شده‌است. اروپاییان نخست از دلاور برای نامیدن مردم بومی و سرخپوست قوم لناپ استفاده می‌کردند.
این ایالت را «ایالت اول» می‌نامند چرا که نخستین ایالتی بود که در انقلاب آمریکا قیام کرد.

## جغرافیا
دلاور ۹۶ مایل (۱۵۴ کیلومتر) طول دارد و عرض آن از ۹ مایل (۱۴ کیلومتر) تا ۳۵ مایل (۵۶ کیلومتر) متغیر است. به‌طور کلی مساحت این ایالت ۱۹۵۴ مایل مربع (۵۰۶۰ کیلومتر مربع) است و دومین ایالت کوچک آمریکا بعد از رود آیلند به حساب می‌آید. با این وجود تراکم جمعیت بالایی دارد و هفتمین ایالت متراکم آمریکا می‌باشد.
هوای این ایالت معمولاً معتدل است. این ایالت هم‌مرز با ایالت‌های پنسیلوانیا از شمال، مریلند از جنوب و غرب، و نیوجرسی و اقیانوس اطلس از شرق می‌باشد. بخش کوچکی از اراضی دلاور در سمت شرقی رود دلاور قرار دارد که مرز مشترکی با نیوجرسی تشکیل می‌دهد. این ایالت در کرانه شرقی مریلند و کرانه شرقی ویرجینیا، از شبه‌جزیره دیلماروا تا بخش آتلانتیک میانی کشیده شده‌است.
مرز شمالی این ایالت یکی از نامتعارف‌ترین مرزهای ایالات متحده است. مرز دلاور و پنسیلوانیا با یک کمان به طول ۱۲ مایل (۱۹٫۳ کیلومتر) از گنبد کاخ دادگستری شهر نیوکاسل، دلاویر کشیده شده‌است. این مرز معمولاً با نام دایرهٔ دوازده مایلی شناخته می‌شود. اگرچه این مرز تنها مرزی در ایالت متحده است که شکل کمانی کامل دارد، امّا مرز مکزیک و تگزاس در جنوب دارای چندین کمان هستند. همچنین شهرهایی بالاخص در جنوب ایالات متحده مرزهای کمانی شکل دارند. (مانند پلینز، جورجیا)
مرزهای این ایالت تا پایین‌ترین نقطهٔ کرانهٔ نیوجرسی کشیده می‌شود و سپس دوازده مایل (۱۹ کیلومتر) به سمت جنوب کشیده می‌شود. پس از آن مرز تعریف شده براساس اصول ژرفگاه در کانال اصلی رود دلاور ادامه می‌یابد. در شرق مرز از ادامهٔ دایرهٔ دوازده مایلی، که در شرقی‌ترین نقطهٔ ایالت است، به سمت جنوب، به صورت مایل در همسایگی ایالت مریلند، کشیده می‌شود. در شمال شرقی، زمینی به مساحت ۱٫۰۶۸ مایل مربع (۶۸۴ هکتار، ۲٫۷۷ کیلومتر مربع) وجود دارد که مالکیتش تا سال ۱۹۲۱ میان دلاور، پنسیلوانیا و مریلند مورد اختلاف بود. در سال ۱۹۲۱ با توافق انجام شده، این بخش به ایالت دلاور اضافه گشت.

#### مکان نگاری
دلاویر بر روی یک سطح جلگه‌ای قرار گرفته‌است. ارتفاع این ایالت از سطح دریا پایین‌تر از تمام ایالات دیگر است. بلندترین نقطهٔ دلاویر در ایبرایت آزیمورث در نزدیکی دبیرستان کنکورد قرار دارد که ارتفاعش کمتر از ۴۵۰ فوت (۱۴۰ متر) از سطح دریاست.
شمالی‌ترین بخش ایالت بخشی از فلات پیدمونت می‌باشد و دارای تپه‌ها و سطوح حرکت‌کننده‌ست. یک برآمدگی ۷۵ تا ۸۰ فوتی (۲۳–۴ متری) در حد غربی ایالت کشیده می‌شود و حوضه آبریزی که رود دلاور را تغذیه می‌کند در شرق و خلیج چساپیک را در غرب از یکدیگر جدا می‌نماید.

#### آب و هوا
از آنجایی که دلاور عمدتاً بخشی از صفحهٔ ساحلی آتلانتیک است آب و هوای معتدل اقیانوسی در آن جریان دارد. این ایالت به نوعی متعلق به اقلیم نیمه‌گرمسیری مرطوب است. با این حال بخش کوچکی از ایالت (تقریباً ۱۰۰ مایل (۱۶۰ کیلومتر) از شمالی‌ترین نقطه تا جنوبی‌ترین نقطه)، دمایی متغیر دارد و میان شهرستان ساسکس و نیوکاسل گاهی بارش برف نیز مشاهده می‌گردد. آب و هوای ملایم متأثر از اقیانوس اطلس و خلیج دلاویر باعث شده که بخش جنوبی آب و هوایی ملایم‌تر و فصول گرم طولانی‌تری نسبت به بخش شمالی داشته باشد. بالاترین دمای ثبت شده در این ایالت مربوط به ۲۱ ژوئیه ۱۹۳۰ در میلسبرو است با ۱۱۰ درجهٔ فارنهایت (۴۳ درجهٔ سانتیگراد) و پایین‌ترین دما نیز در ۱۷ ژانویهٔ ۱۸۹۳، باز هم در میلسبرو، با -۱۷ درجهٔ فارنهایت (-۲۷ درجهٔ سانتیگراد) ثبت شده‌است.

#### محیط زیست
آب و هوای معتدل دلاور موجب رشد طیف گسترده‌ای از گیاهان شده‌است. در شمال جنگل‌های ساحلی شمال شرقی و جنگل‌های بلوط و در جنوب جنگل‌های ساحلی آتلانتیک میانی یافت می‌شوند.
دلاور از یارانه دولتی برای دفع و پاکسازی مواد زائد خطرناک استفاده می‌کند. این یارانه از مالیات بر درآمد حاصل از فروش نفت حاصل می‌شود.

## جمعیت‌شناسی
| Racial composition                         | ۱۹۹۰  | ۲۰۰۰  | ۲۰۱۰  |
| ------------------------------------------ | ----- | ----- | ----- |
| سفیدپوست                                   | ۸۰٫۳٪ | ۷۴٫۶٪ | ۶۸٫۹٪ |
| سیاه‌پوست                                   | ۱۶٫۹٪ | ۱۹٫۲٪ | ۲۱٫۴٪ |
| آسیایی                                     | ۱٫۴٪  | ۲٫۱٪  | ۳٫۲٪  |
| سرخ‌پوست                                    | ۰٫۳٪  | ۰٫۴٪  | ۰٫۵٪  |
| Native Hawaiian and other Pacific Islander | –     | –     | –     |
| Other race                                 | ۱٫۱٪  | ۲٫۰٪  | ۳٫۴٪  |
| Two or more races                          | –     | ۱٫۷٪  | ۲٫۷٪  |

از لحاظ تبارشناسی، ۶۸٫۹ مردم سفید و ۲۱٫۴ درصد آفریقایی-آمریکایی هستند. دیگر نژادها، مثل آسیایی‌ها، بومیان آمریکا و… کمتر از ۳٫۵ درصد مردم ایالت را در برمی‌گیرند.
تا سال ۲۰۱۴، اغلب جمعیت ایالت (۴۶٪) پروتستان بودند و در جایگاه بعدی، بی‌دینان و مسیحیان کاتولیک قرار دارند که به ترتیب ۲۳ و ۲۲ درصد جمعیت ایالت را شامل می‌شوند. دیگر ادیان مثل یهودی، هندو، مورمون، مسلمان، ارتدوکس و… کمتر از ۳ درصد پیرو دارند.

## اقتصاد
این ایالت در سال ۲۰۱۲ میلادی، تولید ناخالص داخلی برابر با ۷۰٫۲۹۳ میلیارد دلار داشت، که بیشتر از تولید ناخالص داخلی کشور عمان (۶۹٫۹۷۲ میلیارد دلار) بود.
دفتر مرکزی و بسیاری از واحدهای تولیدی و اداری کارخانه مواد شیمیائی دوپانت در این ایالت قرار دارند.
| شهرستان دلاور | مارس ۲۰۱۰ | مارس ۲۰۱۱ |
| ------------- | --------- | --------- |
| نیوکاسل       | ۲۲۹٬۰۰۰   | ۲۱۶٬۰۰۰   |
| ساسکس         | ۳۲۳٬۰۰۰   | ۲۹۶٬۰۰۰   |
| کنت           | ۱۸۶٬۰۰۰   | ۱۷۸٬۰۰۰   |

طبق تحقیقات بازاریابی بین‌المللی فونیکس در سال ۲۰۱۳، سرانهٔ افراد میلیونر در ایالت دلاور، ۶٫۲٪ است که آن را از این لحاظ د رتبهٔ نهم در بین ایالت آمریکا قرار می‌دهد.

#### کشاورزی و دامداری

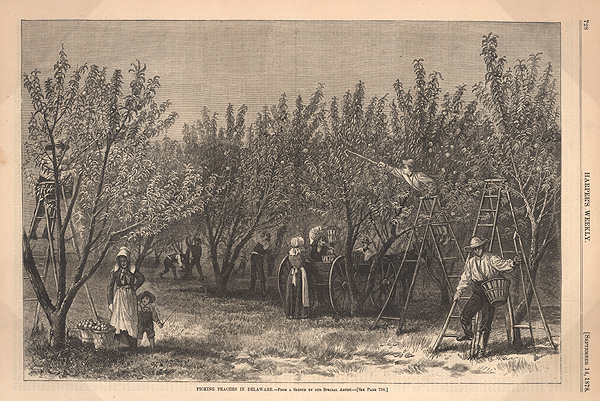
چیدن گلابی در دلاور، چاپ شده در هارپرز ویکلی، ۱۸۷۸.

محصولات کشاورزی و دامداری در دلاور، عمدتاً شامل ماکیان، تولیدات گلخانه‌ای، دانهٔ سویا، فراورده لبنی و ذرت می‌شود.

#### صنعت
اکتبر ۲۰۱۹، نرخ بیکاری در ایالت به ۳٫۷٪ رسید. بیشترین استخدام‌ها در حوزه‌های زیر صورت گرفته‌است:
- دولت (ایالت دلاور، شهرستان نیوکاسل)
- آموزش (دانشگاه دلاور، کالج فنی و اجتماعی دلاور)
- بانک (بنک آو آمریکا، بانک ام اند تی، جی‌پی مورگان چیس، سیتی‌گروپ و دویچه بانک)
- شیمیایی، دارویی و فناوری (داو دوپون، آسترازنکا، سینگنتا و آگلینت تکنولوژی)
- مزرعه‌داری، به ویژه پرورش مرغ در شهرستان ساسکس (پردو فارمز، مانتیر فارمز، آلن فمیلی فودز)
- خرده‌فروشی (وال‌مارت، والگرینز و اکمه مارکتز)

از اواسط دههٔ ۲۰۰۰ میلادی، دلاور شاهد عزیمت صنعت خودروسازی (شرکت مونتاژ ویلمینگتون جنرال موتورز و شرکت مونتاژ نیوآرک متعلق به کرایسلر) از ایالت بود. شرکت‌های بزرگ ترکیب شده و هلدینگ ام‌بی‌ان‌اِی را به وجود آوردند؛ شرکت‌های صنعت فولادسازی مانند اوراز از ایالت رفته و شرکت‌های موادغذایی فیبردار مثل نشنال ولکانیزد فیبر، ورشکست شدند. فعالیت‌های آسترازنکا نیز در ویلمینگتون کاهش یافت.
اواخر ۲۰۱۵، دوپون اعلام کرد که ۱۷۰۰ نفر، نزدیک به یک سوم کارکنانش در دلاور را در اوایل ۲۰۱۶ مرخص می‌نماید. در ۱ سپتامبر ۲۰۱۷، دوپون و شرکت داو کمیکال ادغام و شرکت داو دوپون را تشکیل دادند.

#### سهام‌داری
بیش از نیمی از مبادلات عمومی ایالات متحده و ۶۳٪ مبادلات فورچون ۵۰۰ در دلاور شروع شده‌است. دلیل این بهشت مبادلاتی، به خاطر قوانین بورسی آسان ایالت است. مالیات حق امتیاز انحصاری شرکت‌ها در دلاور، حدود یک پنجم درآمد ایالت را تشکیل می‌دهند. در دلاور بیش از یک میلیون شرکت ثبت شده وجود دارد. این بدین معنی‌ست که جمعیت شرکت‌های ایالت از جمعیت آن بیشتر است.

#### غذا و نوشیدنی
فصل هفتم از سرفصل چهارم قانون دلاور تصریح می‌کند نوشیدنی الکلی تنها با مجوزها و مقررات خاصی می‌تواند به فروش برسد. تا سال ۲۰۰۳ این مقررات تعیین می‌کرد از ۹ صبح تا ۱ صبح حق فروش مشروبات الکلی وجود دارد. دلاور جز ایالاتی است که طبق قانونی آبی فروش نوشیدنی الکلی را در روزهای یکشنبه، ممنوع اعلام کرده‌است.

## ترابری

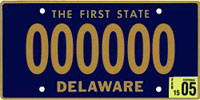
طرح تابلوهای ترافیکی دلاور، که در ۱۹۵۹ معرفی شد.

سیستم ترابری دلاور زیر نظر دولت محلی و نظارت ویژهٔ ادارهٔ ترابری دلاور است. که به نام دلدات (به انگلیسی: DelDOT)‌شهرت دارد. منابع مالی دلدات از صندوق ترابری ایالت تأمین می‌شود که در ۱۹۸۷ برای تثبیت بودجهٔ ترابری تشکیل شد. دلدات بر روی پروژه‌هایی همچون برنامهٔ بزرگراه‌های بدون زباله، برف‌زدایی جاده‌های بزرگ، زیرساخت کنترل ترافیک (تابلوها و علامت‌ها)، مدیریت عوارض جاده‌ای، بخش ایالتی کنترل وسایل نقلیهٔ موتوری (دی‌ام‌وی)، سهام‌داری شرکت ترابری برون‌شهری دلاور (دارت ایالت نخست)، ساماندهی ترابری عمومی دولت محلی و… را برعهده دارد. در سال ۲۰۰۹، ۱۳۵۰۷ مایل، که ۸۹٪ سیستم جاده‌ای ایالت را در برمی‌گیرد، تحت نظارت دلدات و بقیه در اختیار بخش نظارتی شهرداری‌های محلی بود. این در حالیست که میانگین نظارت سازمان‌های ایالتی در ایالات متحده، حدود ۲۰٪ است.

#### جاده‌ها

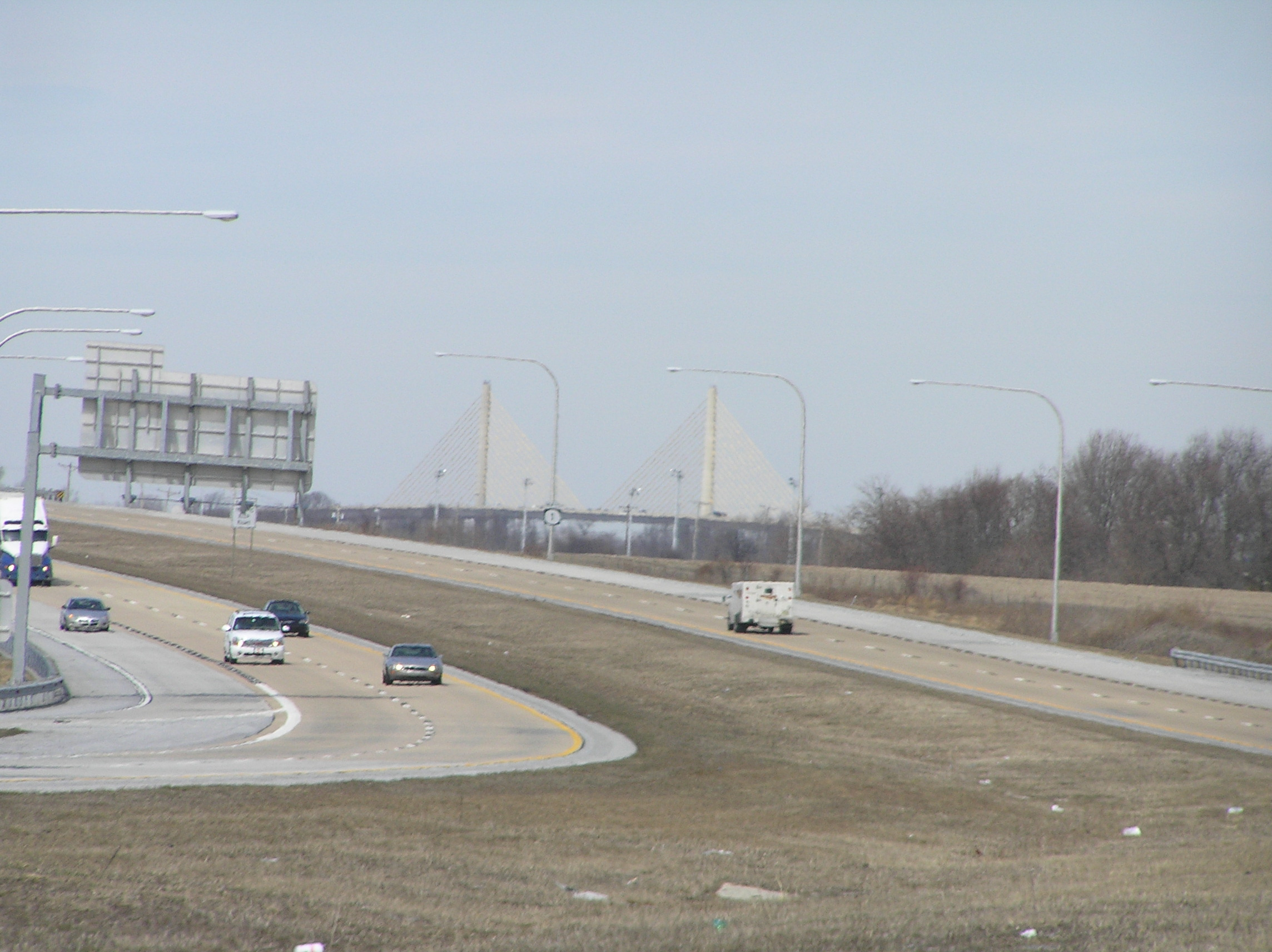
مسیر یک دلاور ‌کهجزیره فنویک‌رابه‌ویلمینگتون‌متصل‌می‌کند.

یکی از بخش‌های اصلی سامانه بزرگراه‌های میان ایالتی ایالات متحده، بزرگراه شمارهٔ ۹۵ (به انگلیسی: I-95)‌است، که از جنوب غربی دلاور تا شهرستان نیوکاسل کشیده شده‌است. جز این، شش بزرگراه فدرال یو.اس. ۹، یو.اس. ۱۳، یو.اس. ۴۰، یو.اس. ۱۱۳، یو.اس. ۲۰۲، یو.اس. ۳۰۱ در دلاور فعالند. همچنین چندین بزرگراه ایالتی نیز در دلاور وجود دارد. یو.اس. ۱۳ و بزرگراه ایالتی دلاور ۱، شمالی-جنوبی هستند و ویلمینگتون را به پنسیلوانیا و مریلند متصل می‌کند. بزرگراه ایالتی شمارهٔ ۱، مسیر اصلی ویلمینگتون و سواحل دلاور است. بزرگراه ایالتی شمارهٔ ۹، شمالی-جنوبی است و دوور و ویلمینگتون را به خلیج دلاور متصل می‌کند.
مسیر دوچرخهٔ ایالتی شمارهٔ ۱، به صورت شمالی-جنوبی، از مرز ماریلند در جزیرهٔ فنویک تا مرز پنسیلوانیا در مونت چانین امتداد می‌یابد. این نخستین مسیر دوچرخهٔ طرح‌ریزی شده در دلاور بود.
دلاور حدود ۱۴۵۰ پل دارد که ۹۵٪ آن‌ها تحت نظارت دلدات می‌باشد. ۳۰٪ پل‌های ایالت پیش از ۱۹۵۰ ساخته شده‌است. پل‌هایی که تحت نظارت دلدات نیستند از جمله چهار پل کانال دلاور و چیسپیک، تحت نظارت سپاه مهندسی ارتش ایالات متحده قرار دارد. پل دلاور مموریال نیز تحت نظارت انجمن رود و خلیج دلاور قرار دارد.

#### کشتی‌رانی

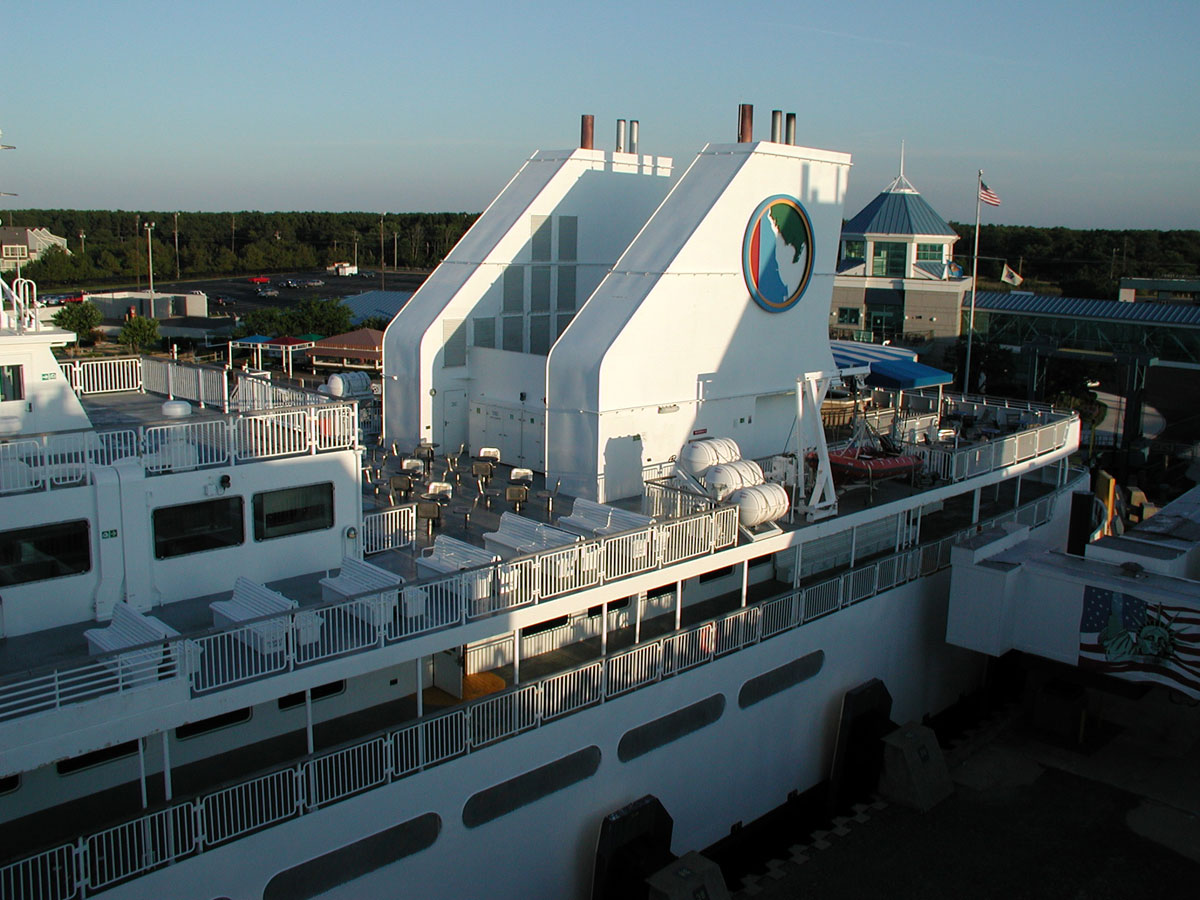
مسیر دریایی کیپ می - لِوِس

سه مسیر دریایی اصلی در ایالت دلاور وجود دارد:
- مسیر کیپ می-لِوِس که میان خلیج دلاور لوس و کیپ می در نیوجرسی قرار دارد.
- مسیر وودلند (مسیر کابلی) که در جنوب غربی نانتیکوک در سیفورد قرار دارد.
- مسیر کشتی‌رانی قلعه‌ها که شهر دلاویر سیتی با قلعهٔ دلاور را به قلعهٔ مات در نیوجرسی متصل می‌کند.

##### راه‌آهن

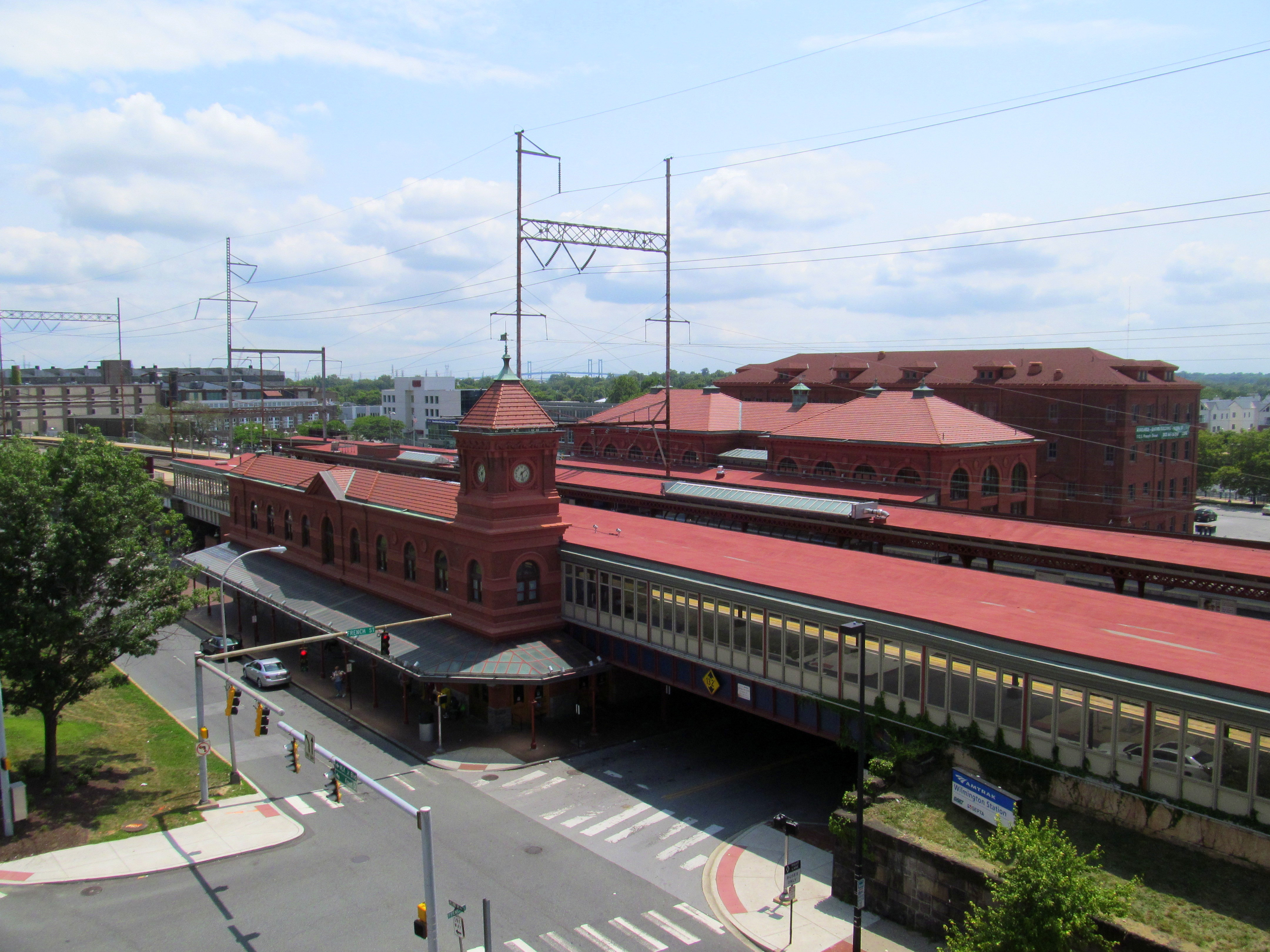
ایستگاه ویلمینگتون

امترک در خط نورث‌ایست کوریدور، در دو ایستگاه در دلاور توقف می‌کند. این دو ایستگاه در نیوآرک و ویلمینگتون قرار دارد، که دومی ایستگاهی پر رفت و آمدتر است. همچنین سپتا در کورید نورث‌ایست و خط ویلمینگتون/نیوآرک فعالیت می‌کند و در کلایمنت، ویلمینگتون، گذر چرچمنس و نیوآرک ایستگاه دارد.
دو شرکت کلاس یک، نورفلک ساترن و سی‌اس‌اکس، در شمال نیوکاسل خدمات باربری انجام می‌دهند. نورفلک ساترن خدمات باربری‌اش را در کوریدور نورث‌ایست و داخل مناطق صنعتی اجموور، نیوکاسل و دلاور سیتی انجام می‌دهد. زیرمجموعهٔ فیلادلفیای شرکت سی‌اس‌اکس، از بخش شمالی شهرستان نیوکاسل گذشته و موازی با خطوط امترک کوریدور نورث‌ایست کار می‌کند.

#### خطوط هوایی
از سال ۲۰۱۶، هیچ پرواز برنامه‌ریزی شده‌ای در هیچ‌یک از فرودگاه‌های دلاور انجام نمی‌شود. شرکت‌های هواپیمایی مختلفی پروازشان را از فرودگاه ویلمینگتون انجام می‌دادند اما آخرین آن‌ها پرواز شرکت فرانتیر ایرلاینز بود که در آوریل ۲۰۱۵ پرواز کرد.
دلاور در بخش مرکزی مگالاپلیس شمالشرق، در امتداد بزرگراه میان‌ایالتی ۹۵، قرار دارد. همچنین مسافران دلاور عمدتاً از فرودگاه بین‌المللی فیلادلفیا، فرودگاه بین‌المللی ثرگود مارشال بالتیمور واشینگتن و فرودگاه بین‌المللی دالس واشینگتن برای پروازهای داخلی و خارجی‌شان استفاده می‌کنند. همچنین ساکنان شهرستان ساسکس، می‌توانند از فرودگاه منطقه‌ای سلیسبوری‌اوشن سیتی ویکمیکو، در ایالت مریلند که ۱۰ مایل (۱۶کیلومتر) با مرز دلاور فاصله دارد، استفاده کنند. فاصلهٔ فرودگاه بین‌المللی اتلنتیک سیتی، فرودگاه بین‌المللی لیبرتی نیوآرک و فرودگاه ملی رونالد ریگان واشینگتن با شهرستان نیوکاسل حدود ۱۰۰ مایل (۱۶۰ کیلومتر) است.
پایگاه نیروی هوایی دوور، یکی از بزرگ‌ترین پایگاه‌های ایالات متحده است که خانهٔ بال هوایی ۴۳۶ و بال هوایی ۵۱۲ محسوب می‌شود. همچنین اعضای کشته‌شدهٔ ارتش ایالات متحده در بیرون مرزها و برخی اوقات افراد عادی، پس از ورود به کشور به این پایگاه آورده می‌شوند.

## قانون و دولت
چهارمین و آخرین قانون اساسی دلاور، در تاریخ ۱۸۹۷ تصویب شد که قوانین مربوط به قوهٔ اجرایی، قضایی و مقننهٔ ایالت را تعیین می‌نماید.

##### شاخهٔ قانونگذاری

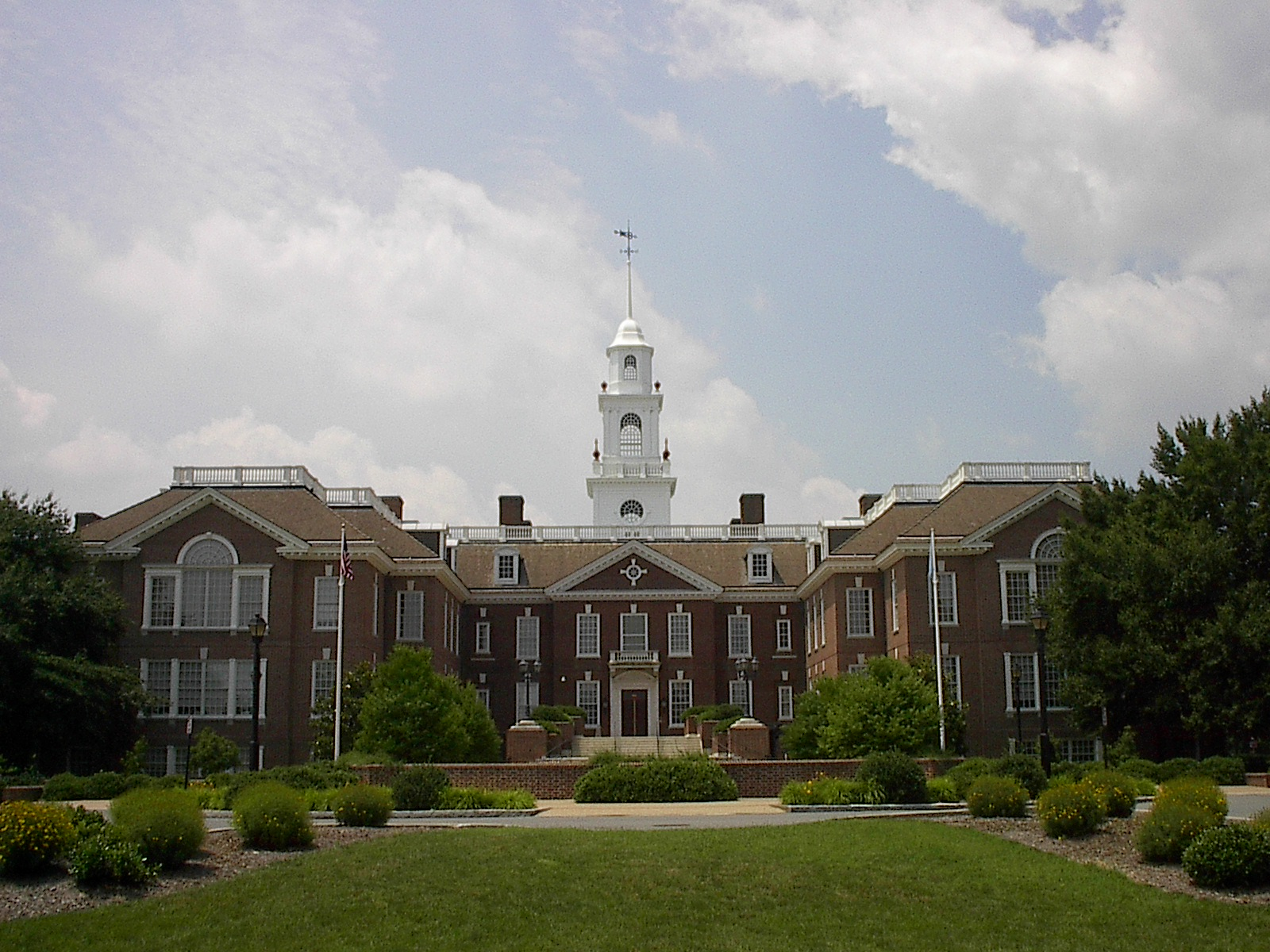
اعضای مجمع عمومی دلاور در این ساختمان، تالار نمایندگان ایالت دلاویر، در دوور با یکدیگر به شور می‌نشینند.

مجمع عمومی دلاور شامل مجلس نمایندگان با ۴۱ نماینده و مجلس سنا با ۲۱ سناتور است که در دوور، پایتخت ایالت، کنار هم قرار می‌گیرند. نمایندگان هر دو سال انتخاب می‌شوند اما سناتورها دوره‌های چهار ساله را پشت سر می‌گذارند. سنا رئیس قضایی و دیگر لایحه‌های پیشنهادی دولت را باید تصویب کند.
سناتورهای دلاور در مجلس سنای ایالات متحده، تام کارپر (دموکرات) و کریس کونز (دموکرات) و تنها عضو مجلس نمایندگان ایالات متحده، لیسا بلات روچستر (دموکرات) هستند.

#### شاخهٔ قضایی
قانون اساسی دلاور چند نوع دادگاه را تعیین می‌کند:
- دیوان عالی دلاور، عالی‌ترین مرجع قضایی ایالت است.
- دادگاه عالی دلاور، حکم‌دهنده در حوزهٔ قضایی ایالت است.
- دادگاه صدارت عظمی ایالت دلاور، اولین مرحلهٔ بررسی پرونده است.
- دادگاه خانواده، که به حل اختلافات خانواده و حضانت می‌پردازد.
- دادگاه عمومی دلاور که در حوزهٔ قضایی ایالت، صلاحیت رسیدگی به موضوعات مدنی و جزایی محدودی است.

دادگاه‌های غیررسمی کم‌تعدادی در دلاور وجود دارند که در قانون اساسی نیامده‌اند و به نام‌های عدالت برای صلح و دادگاه‌های آلدرمن شهرت دارند.
دلاور یکی از معدود ایالات باقیمانده‌ایست که دادگاه صدارت عظمی، صلاحیت در پرونده‌های انصاف دارد و طیف گسترده‌ای از اختلافات شرکت‌ها و ادغام‌ها و اکتساب‌ها را قضاوت می‌نماید. دادگاه صدرات عظمی و دادگاه عالی دلاور در تفسیر قوانین دربارهٔ قوانین شرکت‌ها شهرتی جهانی دارد که اغلب (نه همیشه) اختیارات گسترده‌ای را به هیئت مدیره و مدیران می‌دهد. همچنین قانون ادغام عمومی دلاور، که اساس رأی دادگاه‌هاست، بسیار دربارهٔ شرکت‌ها و مدیریت امورشان انعطاف‌پذیر است. به همین دلیل دلاور به عنوان تجارت‌دوست‌ترین سیستم قضایی ایالات متحده شناخته می‌شود. همچنین بسیاری از شرکت‌ها در دلاور ادغام می‌شوند، از جمله ۶۰٪ سهام معامله شده در بورس نیویورک.
دلاور آخرین ایالتی بود که تا سال ۱۹۵۲ از مجازات بدنی استفاده می‌کرد.

##### شاخهٔ اجرایی
شاخهٔ اجرایی توسط فرماندار دلاور، رهبر می‌شود. فرماندار کنونی دلاور جان کارنی (دموکرات) است که در تاریخ ۱۷ ژانویهٔ ۲۰۱۷ انتخاب شده‌است. بتانی هال-لانگ معاون فرماندار است. فرماندار سالانه در جلسهٔ مشترک مجلسین ایالت، سخنرانی معروف دولت ایالت را انجام می‌دهد.

##### شهرستان‌ها
دلاور به سه شهرستان تقسیم می‌شود که از شمال به جنوب، به ترتیب نیوکاسل، کنت و ساسکس قرار دارد. دلاور کمترین شهرستان را میان ایالات دارد. هر شهرستان شورای خودش را انتخاب می‌کند (در نیوکاسل و ساسکس به شورای شهرستان و در کنت به دادگاه مالیات معروف است)، که قوانین منطقه و موضوعات توسعه را حل و فصل می‌کند. هر شهرستان در تاریخ به سدگاه‌ها تقسیم می‌شود و تا سال ۱۹۶۰ برای گزارش‌های مالیاتی و مناطق رأی‌گیری استفاده می‌شد. اما امروزه هیچ نقش اداری ندارند و تنها برای توصیف معاملات املاک و مستغلات به کار می‌رود.

##### مالیات
مالیات توسط ادارهٔ مالیات دلاور جمع‌آوری می‌شود. دلاور شش نوع مالیات بر درآمد دارد که میزانشان از ۲٫۲، تا ۵٫۹۵٪ متغیر است. ایالت هیچ مالیات فروشی را برای مصرف‌کنندگان تعیین نکرده‌است. دلاور همچنین برای تولیدات ناخالص شرکت‌ها قوانین مالیاتی دارد. نرخ مالیات کسب و کار یا تجارت بسته به نوع فعالیت، از ۰٫۰۹۶٪ تا ۱٫۹۲٪ می‌رسد.
دلاور بر روی مستغلات شخصی نیز در سطح ایالتی مالیاتی دریافت نمی‌کند اما شهرستان‌ها در قالب مالیات بر دارایی، مالیات بر دارایی منطقهٔ آموزشی، مالیات بر مناطق آموزشی فنی و حرفه‌ای و در مواردی، مالیات بر اموال شهری از مردم مالیات دریافت می‌نمایند.
قمار درآمد قابل توجهی برای ایالت به ارمغان می‌آورد. به‌طور نمونه، کازینوی پارک مسیر رقابتی پارک دلاور در سال ۲۰۱۰، برای دولت محلی بیش از ۱۰۰ میلیون دلار عایدی داشته‌است.
در ژوئن ۲۰۱۸ دلاور به اولین ایالتی در کشور بدل شد که در پی لغو قانون حمایت از ورزش‌های حرفه‌ای و آماتور توسط دادگاه عالی ایالت، شرط‌بندی روی ورزش را قانونی اعلام کرد.

## شهرداری‌ها
| - شهرستان کنت، دلاویر - شهرستان نیو کستل، دلاویر - شهرستان ساسکس، دلاویر - دلاور سیتی، دلاور - دوور، دلاور - هرینگتون، دلاور - لوز، دلاور - میدلتاون، دلاور - میلفورد، دلاور - نیوکاسل، دلاور - نیوآرک، دلاور - ریهوباث بیچ، دلاور - سیفورد، دلاور - ویلمینگتون، دلاور - بلفونت، دلاور - ساحل بتانی، دلاور - بتل، دلاور - بلادس، دلاور - بورز، دلاور - بریج‌ویل، دلاور - کمدن، دلاور - چسولد، دلاور - کلیتون، دلاور - دگزبرو، دلاور - دلمار، دلاور - ساحل دوی، دلاور - الندال، دلاور - السمر، دلاور | - فارمینگتون، دلاور - فلتون، دلاور - جزیره فنویک، دلاور - فرانک‌فورد، دلاور - فردریکا، دلاور - جرج‌تاون، دلاور - گرین‌وود، دلاور - هارتلی، دلاور - هنلوپن اکرس، دلاور - هاوستون، دلاور - کنتون، دلاور - لاورل، دلاور - لیپسیک، دلاور - لیتل کریک، دلاور - مگنولیا، دلاور - میلسبرو، دلاور - میلویل، دلاور - میلتون، دلاور - نیوپورت، دلاور - اوشن‌ویو، دلاور - اودسا، دلاور - سلبیویل، دلاور - ساحل اسلاتر، دلاور - سمیرنا، دلاور - بتانی جنوبی، دلاور - تاونسند، دلاور - ویولا، دلاور - وودساید، دلاور - وایومینگ، دلاور | - آردن، دلاور - آردنکرافت، دلاور - آردنتاون، دلاور - Bear - Brookside - Christiana - Clarksville - Claymont - پایگاه نیروی هوایی دوور - Edgemoor - Glasgow - Greenville - Gumboro - Harbeson - Highland Acres - Hockessin - Kent Acres - Lincoln City - Long Neck - Marshallton - Mount Pleasant - North Star - Oak Orchard - Omar - Pennyhill - Pike Creek - Rising Sun-Lebanon - Riverview - Rodney Village - Roxana - Saint Georges - Stanton - Wilmington Manor - Woodside East - Yorklyn |  |

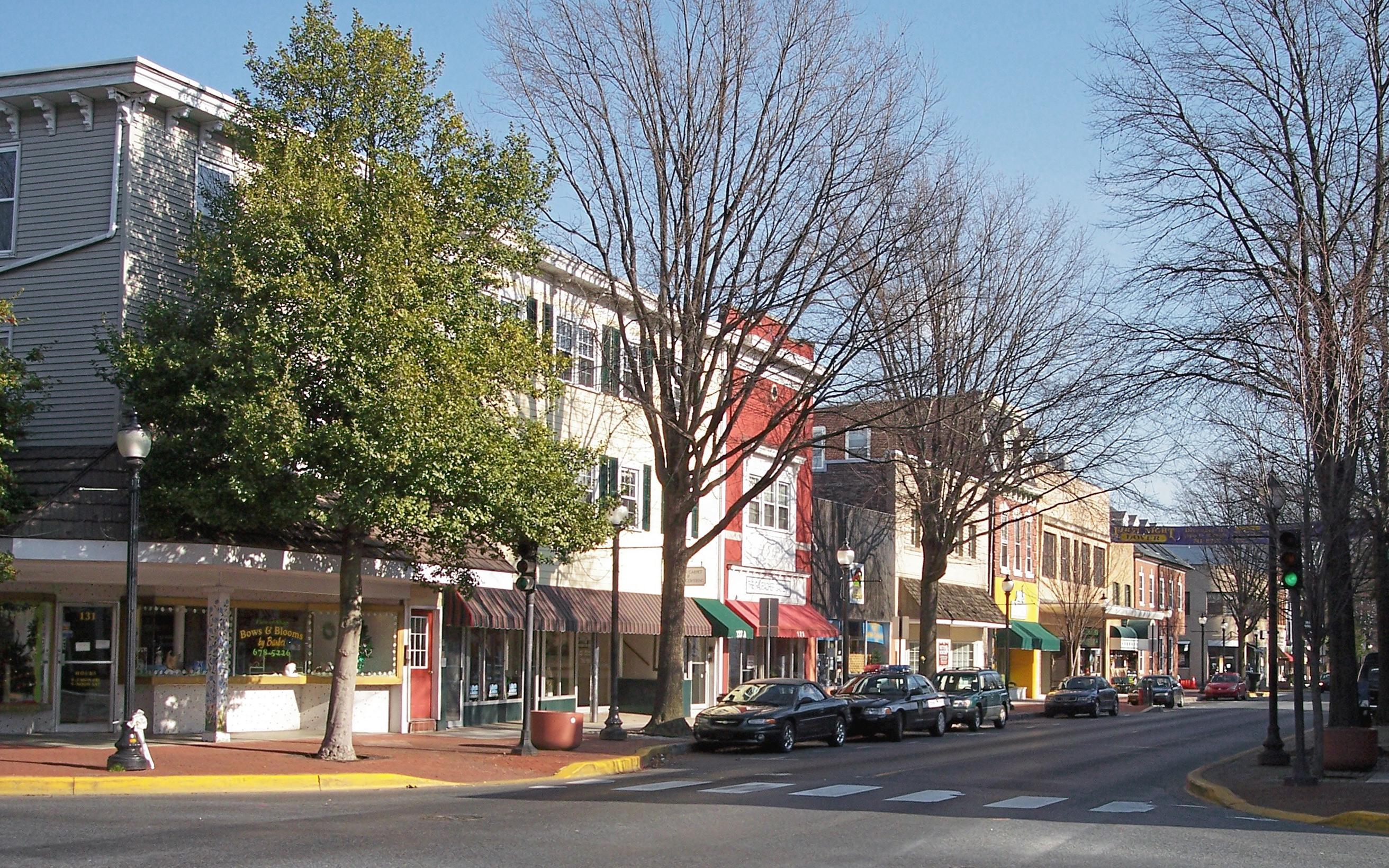
Dover

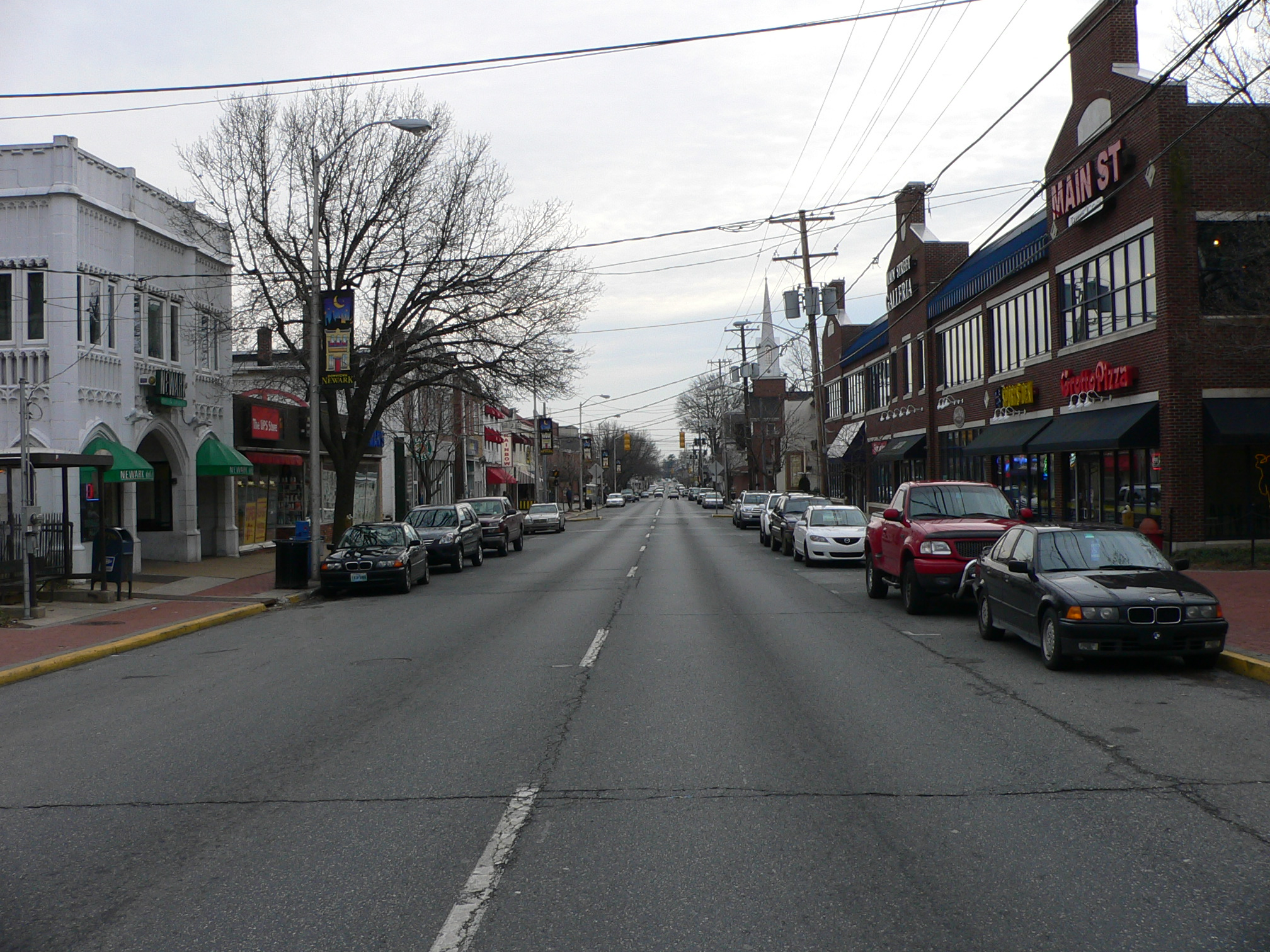
Newark

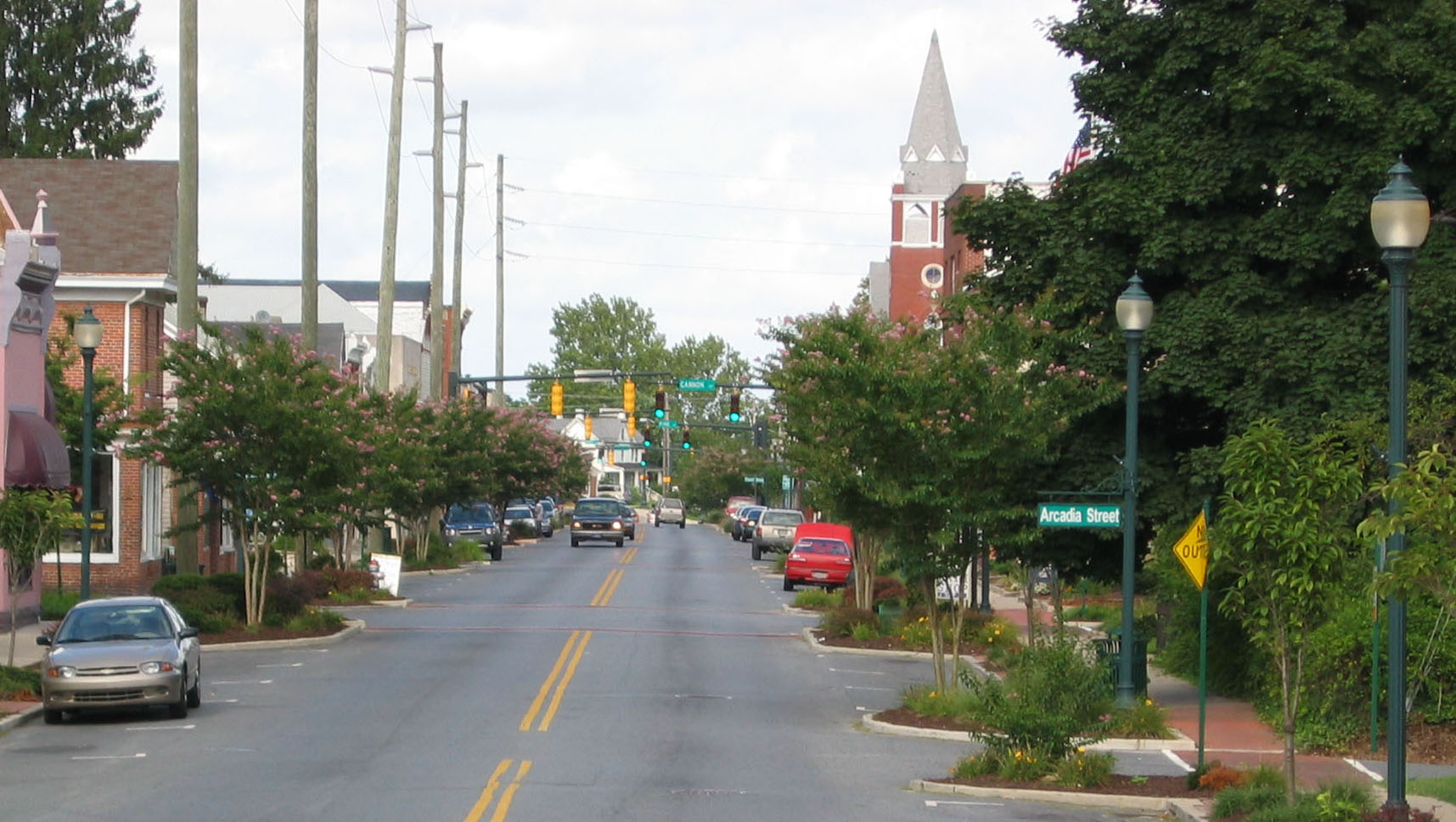
Seaford

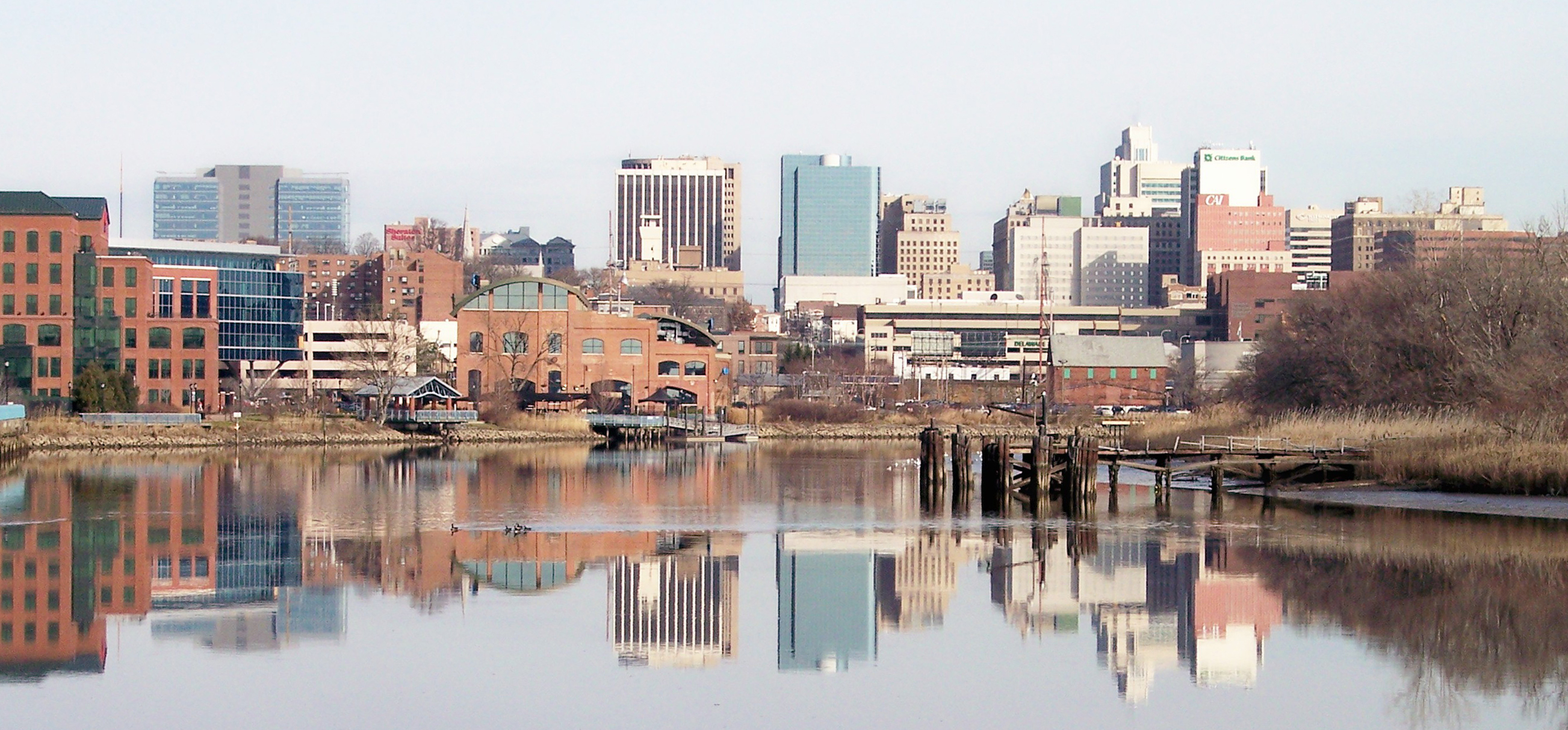
Wilmington

بزرگ‌ترین شهرهای ایالت دلاور بدین شرح است.
| رده | نام               | نوع  | جمعیت  | شهرستان     | سدگاه                         | تأسیس     | شهر شدن    | دلیل نامگذاری                              |
| --- | ----------------- | ---- | ------ | ----------- | ----------------------------- | --------- | ---------- | ------------------------------------------ |
| ۱   | ویلمینگتون، دلاور | شهر  | ۷۱٬۳۰۵ | نیوکاسل     | سدگاه ویلمینگتون              | ۱۶۳۸      | ۱۷۳۹       | از روی نام اسپنسر کامپتون، ارل ویلمینگتون  |
| ۲   | دوور، دلاور       | شهر  | ۳۶٬۵۶۰ | Kent        | سدگاه دوور شرقی               | ۱۶۸۳      | ۱۸۲۹       |                                            |
| ۳   | نیوآرک، دلاور     | شهر  | ۳۱٬۶۱۸ | نیوکاسل     | سدگاه وایت کلای               | ۱۶۹۴      | ۱۷۵۸       |                                            |
| ۴   | میدلتاون، دلاور   | شهرک | ۱۸٬۹۹۵ | نیوکاسل     | سدگاه سنت جرج                 | قرن هفدهم | ۱۸۶۱       | برای آن‌که میانهٔ بوهمیا درنظر گرفته شده‌است. |
| ۵   | سمیرنا، دلاور     | شهرک | ۱۰٬۱۸۰ | کنت/نیوکاسل | سدگاه دوک کریک                | ۱۸۰۶      | قرن نوزدهم |                                            |
| ۶   | میلفورد، دلاور    | شهر  | ۹٬۷۰۹  | کنت/ساسکس   | سدگاه میلفورد/سدگاه سدار کریک | ۱۶۸۰      | ۱۸۰۷       |                                            |
| ۷   | سیفورد، دلاور     | شهر  | ۷٬۰۳۶  | ساسکس       | سدگاه س                       | قرن هجدهم | ۱۸۶۵       | سیفورد، ساسکس شرقی                         |
| ۸   | جورجتاون، دلاور   | شهرک | ۶٬۵۲۴  | ساسکس       | سدگاه جرجتاون                 | ۱۷۹۱      | ۱۸۶۹       | از روی نام مأمور عالی رتبهٔ دولت، جورج میچل |
| ۹   | السمر، دلاور      | شهرک | ۶٬۱۷۲  | نیوکاسل     | سدگاه کریستیانا               | ۱۸۹۰      | ۱۹۰۹       |                                            |
| ۱۰  | نیوکاسل، دلاور    | شهر  | ۵٬۳۲۰  | نیوکاسل     | سدگاه نیوکاسل                 | ۱۶۵۱      | ۱۸۷۵       |                                            |

## مشاهیر

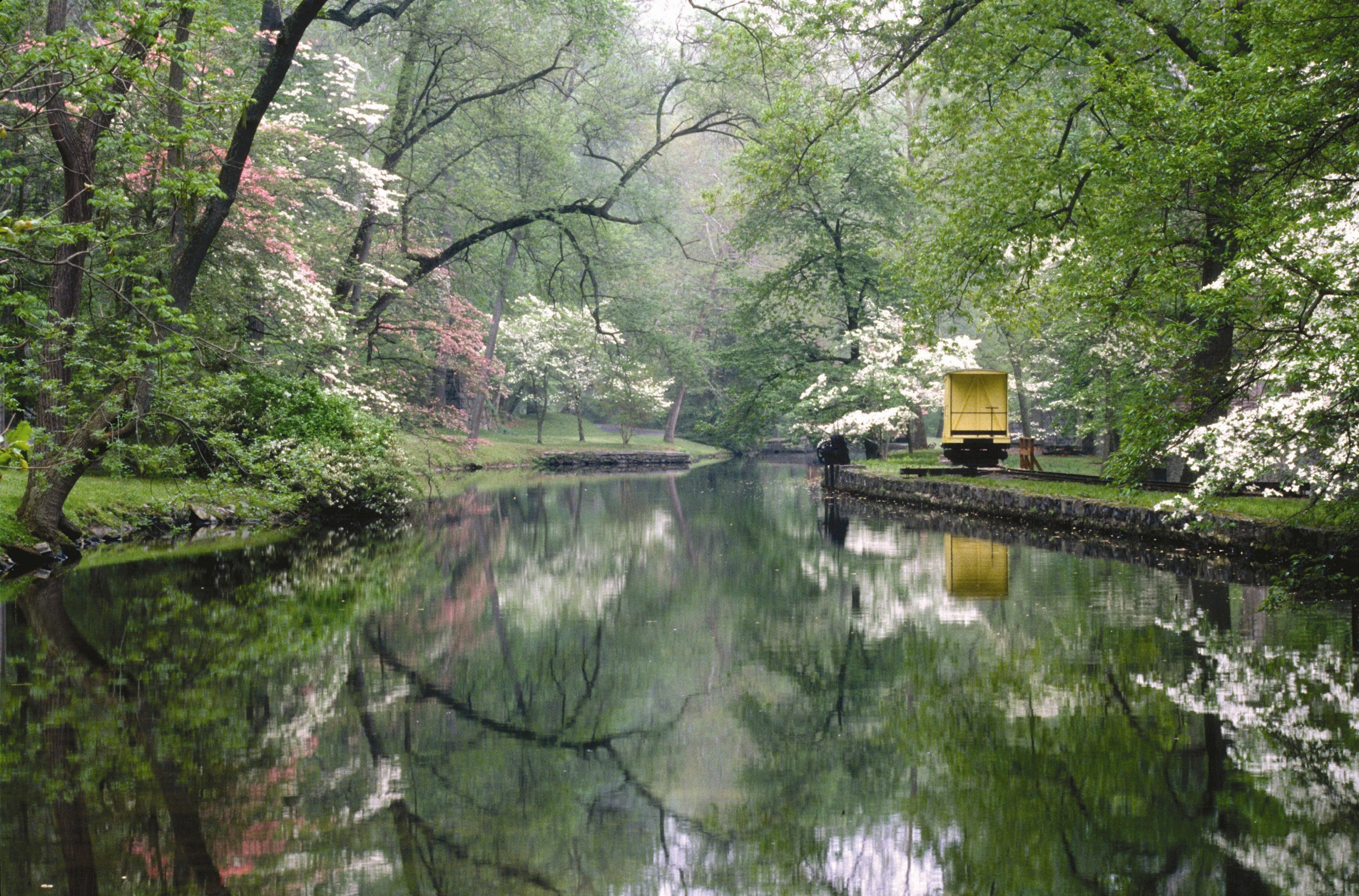
براندی و این کریک در ایالت دلاویر

- جو بایدن

## مراکز آموزشی

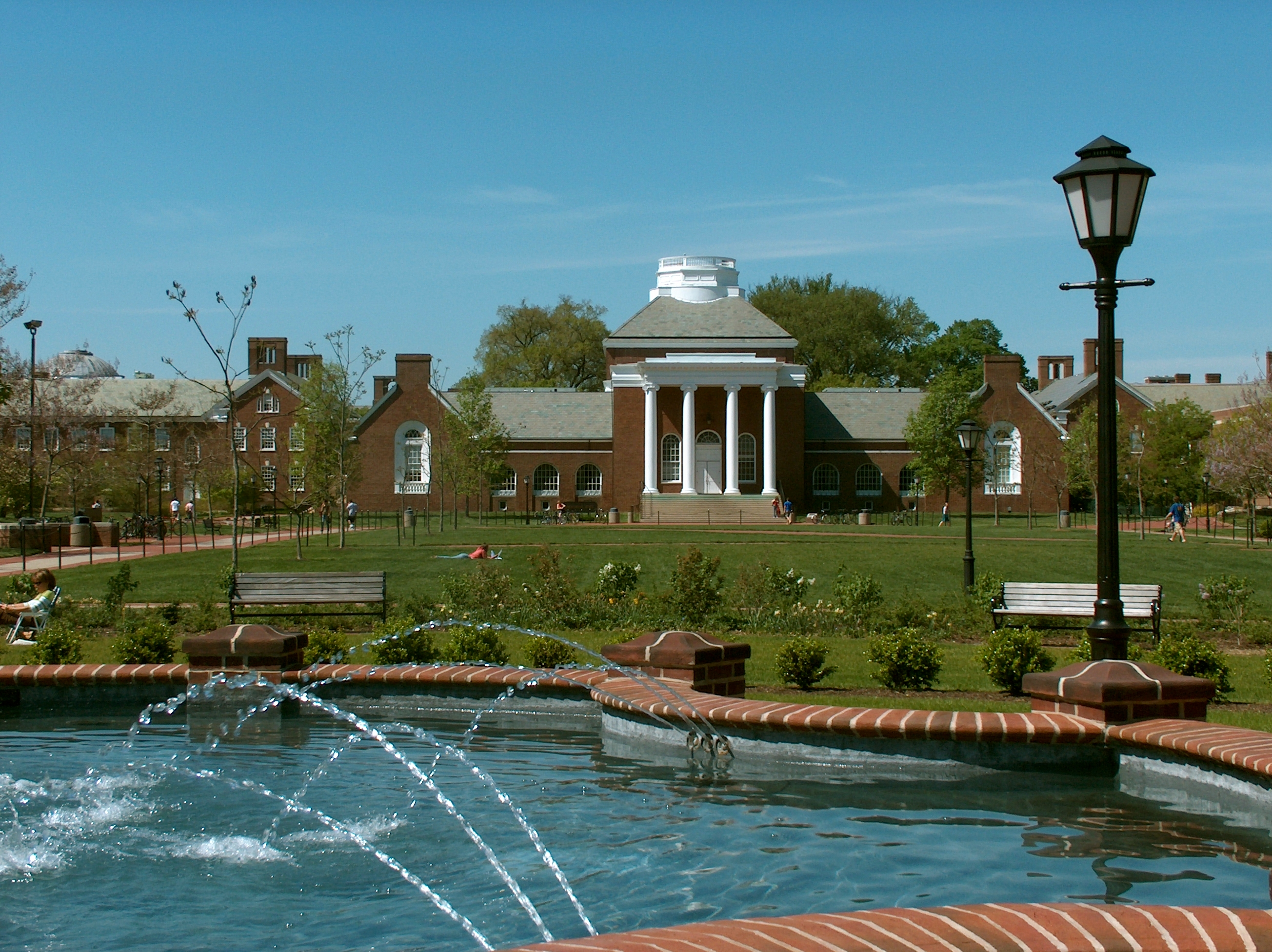
دانشگاه دلاور

در اوایل دههٔ ۱۹۲۰، پیر اس دوپونت به عنوان ریاست هیئت آموزشی ایالت خدمت می‌کرد. در آن زمان قانون ایالتی استفاده از مالیات سفیدپوستان برای حمایت از مدارس بچه‌های سیاهپوست را ممنوع می‌کرد.
پروندهٔ بلتون در مقابل گبهارت که در سال ۱۹۵۲ در دلاور رخ داد، یکی از چهار پرونده‌ای بود که با ترکیب با یکدیگر موجب صدور رأی براون در برابر هیئت آموزش در دیوان عالی ایالات متحده آمریکا شد و تفکیک جنسیتی را در مدارس عمومی ایالات متحده از بین برد.
بر خلاف بسیاری از ایالات، نظام آموزشی در دلاور تحت نظارت سرپرست آموزشی ایالت است که باعث می‌شود کنترل مدارس محلی به شکلی غیرمستقیم تحت نظر مالیات‌دهندگان و برنامه‌های تحصیلی باشد. این سیستم متمرکز، به همراه اندازهٔ کوچک ایالات باعث شده باز هم دلاور نخستین ایالتی باشد که پس از گذشت سه سال، تمام کلاس‌های مدارسش را به اینترنت تبدیل نماید.
از سال ۲۰۱۱ ادارهٔ آموزش دلاور مجار است که ۲۵ مدرسه با امتیاز و حمایت دولتی اما با حفظ استقلال (مدارس چارتر) ایجاد نماید، که یکی از آن‌ها تماماً دخترانه است.
تمام معلمان مدارس عمومی ایالت یک اتحادیه دارند. از ژانویهٔ ۲۰۱۲، هیچ‌کدام از مدارس چارتر ایالت در این اتحادیه جایی ندارند. یکی از این اتحادیه‌های دبیران، انجمن ایالتی آموزش دلاور نام دارد، که ریاستش را از ژانویهٔ ۲۰۱۲، فردریکا جنر برعهده دارد.

### کالج‌ها و دانشگاه‌ها
- کالج هنر و طراحی دلاور
- دانشگاه ایالتی دلاور
- کالج علوم اجتماعی و فناوری دلاور
- دانشگاه درکسل در ویلمینگتون
- کالج گلدن-بیکام
- دانشگاه دلاور (در رتبه‌بندی تایمز شصت و سومین دانشگاه در ایالت متحده است. در جهان نیز رتبه‌اش بین ۲۰۱–۲۵۰ می‌باشد)
- کالج وزلی
- دانشگاه مدرسه حقوق ویدنر
- دانشگاه ویلمینگتون

## ایالات خواهرخوانده
استان میاگی در کشور ژاپن با ایالت دلاور پیمان خواهرخواندگی امضا کرده‌است.

## رسانه

##### تلویزیون
ایالت دلاور هیچ ایستگاه تلویزیونی انحصاری‌ای ندارد. بخش شمالی ایالت توسط ایستگاه‌های فیلادلفیا و بخش جنوبی توسط ایستگاه‌های سالزبری، مریلند پوشش داده می‌شود. دفتر دبلیوپی‌وی‌آی-تی‌وی، وابسته به شرکت پخش رسانه‌ای آمریکای فیلادلفیا، در مرکز شهر ویلمینگتون قرار دارد. دفتر دبلیوبی‌اوسی-تی‌وی نیز که به سی‌بی‌اس وابسته است، در دوور و میلتون قرار گرفته‌است.

## صنعت گردشگری

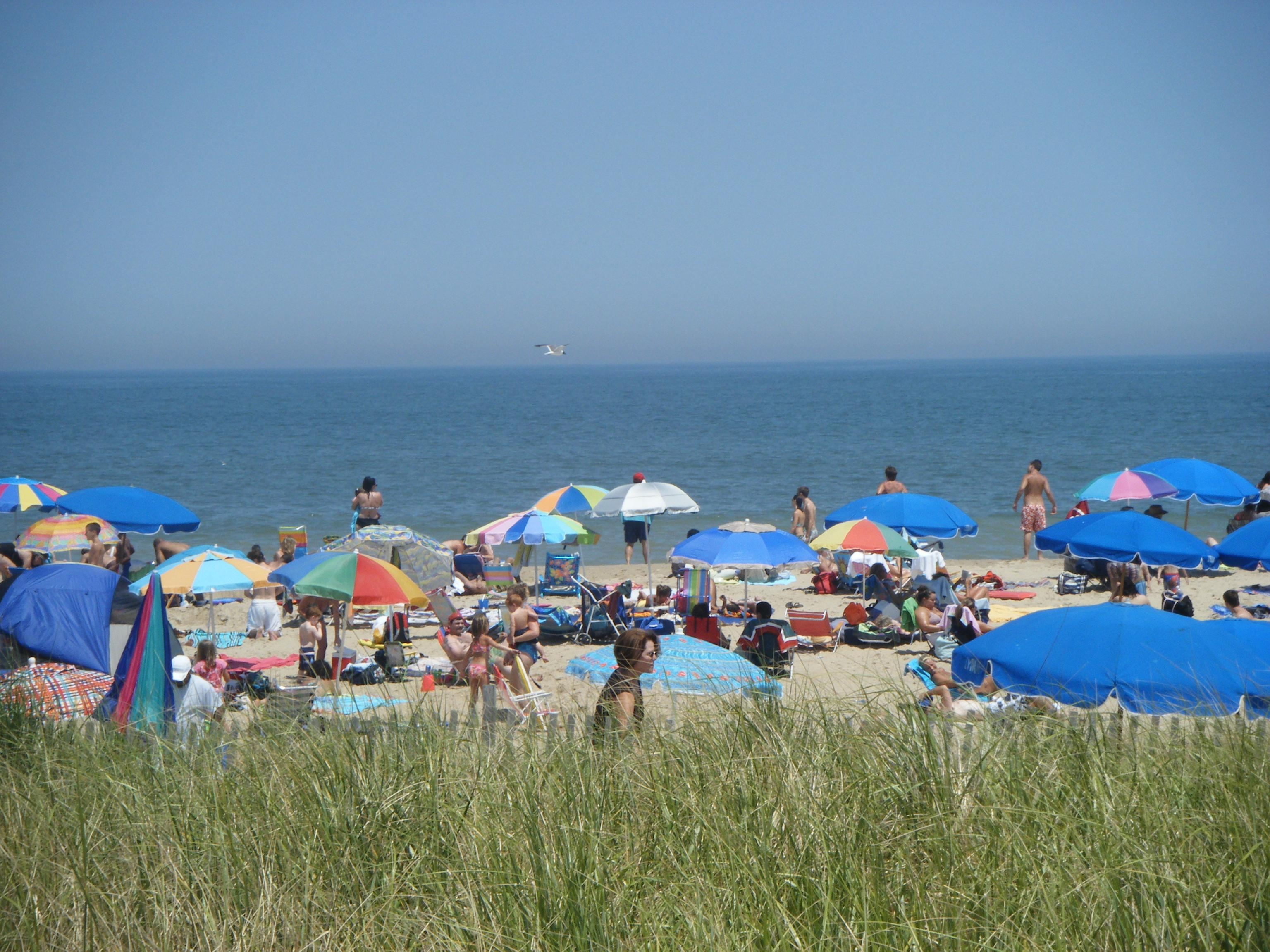
ساحل رهبوث منطقه‌ای محبوب در تعطیلات تابستانی است.

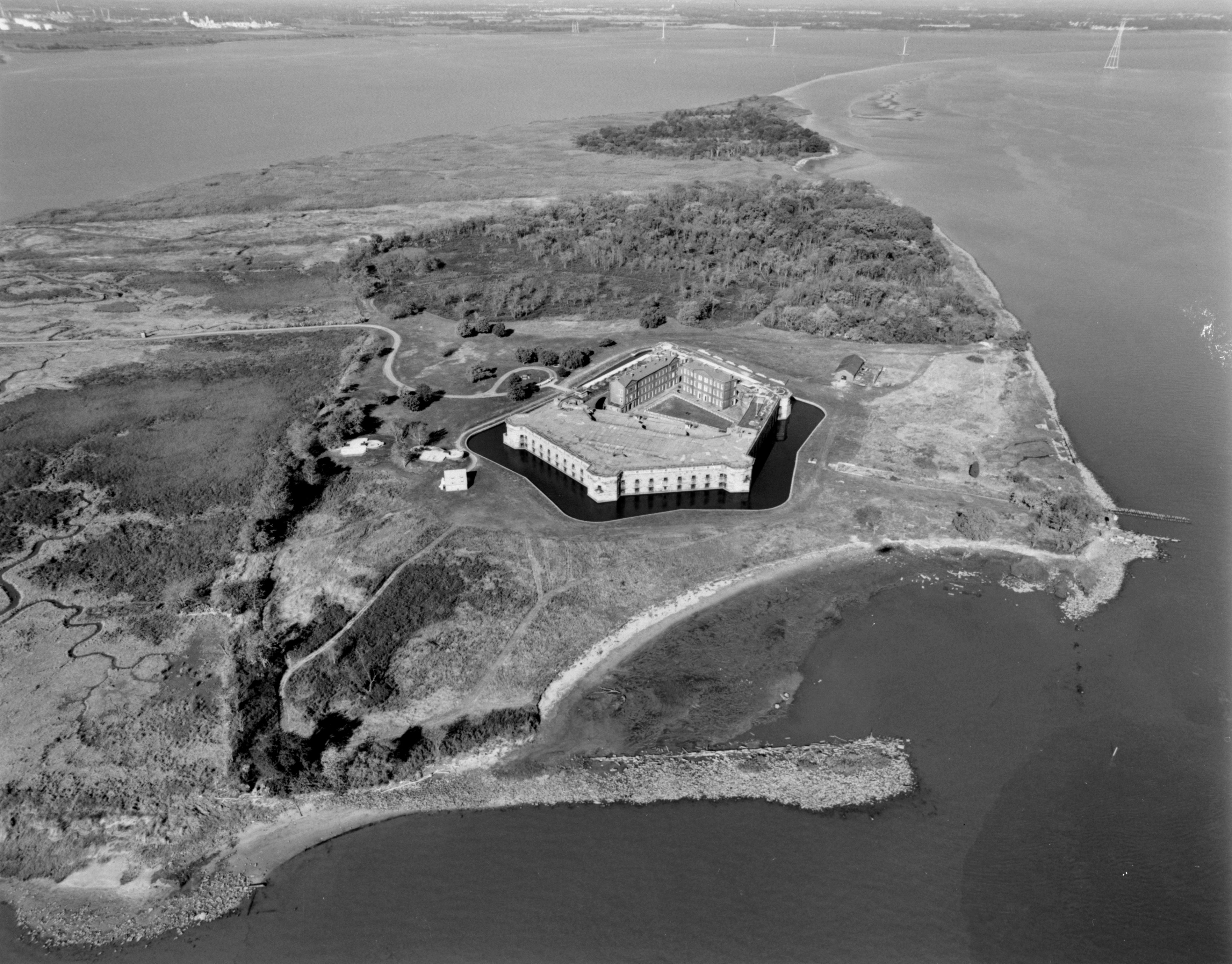
قلعهٔ پارک ایالتی دلاور در جزیرهٔ پچ، یکی از گردشگرپذیرترین نقاطه ایالت در بهار و تابستان است.

از نقاط گردشگری دلاور می‌توان به پارک تاریخی اولین ایالت ملی که تحت نظر سازمان پارک‌های ملی ایالات متحده است اشاره کرد. در این پارک تاریخی، موزهٔ دادگاه نیوکاسل و خانهٔ داروغه، منطقهٔ تاریخی دوور گرین، بیور ولی، قلعهٔ کریستینا، کلیسای ترینیتی مقدس، مزرعهٔ جان دیکنسون و خانهٔ ریوس هالت قرار دارد. دلاور چندین موزه، منطقه حفاظت‌شده، پارک، خانه‌های تاریخی، فانوس دریایی و دیگر مکان‌های تاریخی در خود جای داده‌است.
رهوباث بیچ به همراه لوز، ساحل دوی، ساحل بتانی، بتانی جنوبی و جزیره فنویک استراحتگاه‌های ساحلی دلاور را تشکیل می‌دهند. رهوباث بیچ معمولاً به نام پایتخت تابستانی کشور نامیده می‌شود، زیرا بسیاری از اهالی واشینگتن، دی.سی. در تابستان اوقات خود را در این شهر می‌گذرانند. افراد زیادی نیز مریلند، ویرجینیا و پنسیلوانیا برای تعطیلات تابستانی به این شهر می‌آیند. عوامل مختلفی باعث جلب گردشگران به این شهر می‌شود از جمله زیبایی شهری، جذابیت‌های هنری، زندگی شبانه شهری و خرید فارغ از مالیات. طبق گزارش سی‌گرانت، دلاور از سواحلش سالانه ۶٫۹ میلیارد دلار درآمد مستقیم و ۷۱۱ میلیون دلار درآمد مالیاتی دارد.
دلاور چندین جشنواره، نمایشگاه و رویداد را میزبانی می‌کند که از میان آن‌ها می‌توان جشنوارهٔ ریورفست که در سیفورد برگزار می‌گردد، مسابقات قهرمانی جهان پرتاب کدو تنبل که سابق بر این در مکان‌های مختلف برگزار می‌شد اما از ۱۹۸۶ مکان برگزاری‌اش به دلاور تغییر یافته‌است، جشنوارهٔ شکلات ریهوبوث بیچ، مراسم تشییع جنازهٔ جاز که در ساحل بتانی به خاطر پایان یافتن تابستان اجرا می‌شود، جشنوارهٔ سیب‌های پوسیده در بریج‌ویل، جشنوارهٔ موسیقی جاز کلیفورد براون در ویلمینگتون، جشنوارهٔ جاز ریهوبوث بیچ، جشنواره و رژهٔ هالوینی جادوگر دریایی در ریهوبوث بیچ، جشنوارهٔ فیلم مستقل ریهوبوث، جشنوارهٔ موسیقی کرم شب‌تاب و رژهٔ روز بازگشت که پس از هر انتخابات در جرج‌تاون برگزار می‌گردد، می‌توان نام برد.
در سال ۲۰۱۵، گردشگری ۳٫۱ میلیارد دلار برای دلاور عاید داشته که پنج درصد تولید ناخالص داخلی ابالت را شامل می‌شود. دلاور در ۲۰۱۵، ۸٫۵ میلیون نفر گردشگر را در خود جای داده و ۴۱۳۷۰ نفر نیز در صنایع گردشگری مشغول به کار بودند. به این ترتیب گردشگری چهارمین موقعیت شغلی پرشمار ایالت است. بزرگ‌ترین بازارهای گردشگری دلاور شهرهای فیلادلفیا، نیویورک، واشینگتن، دی.سی. و هریسبورگ هستند. ۹۷٪ گردشگران با خودرو به دلاور سفر و ۷۵٪ آن‌ها مسافتی کمتر از ۲۰۰ مایل(۳۲۰کیلومتر) طی می‌کنند.

## فرهنگ و سرگرمی

##### جشنواره‌ها
- جشنوارهٔ موسیقی کرم شب‌تاب که به صورت سالانه و در ۴ روز برگزار می‌شود. این جشنواره از سال ۲۰۱۲ آغاز شده‌است و مکان برگزاری آن در دوورداون در شهر دوور می‌باشد. منطقهٔ برگزاری جشنواره به جز ۴۸ صحنهٔ اجرای موسیقی و رقص، محیط‌هایی برای چادر زدن و ارائهٔ نوشیدنی و غذا نیز دارد. در سال ۲۰۱۲ تقریباً ۳۰۰۰۰ نفر از این جشنواره دیدن کردند.
- چهارگانهٔ بزرگ اوت. یک جشنوارهٔ سالانهٔ مذهبی است که در ویلمینگتون برگزار می‌گردد و توسط پیتر اسپنسر در سال ۱۸۱۴ برای ملاقات افراد گروه اتحاد کلیسای آفریقایی، آغاز شد. به جز چهار جلسهٔ سالانه، در ماه اوت جلسهٔ بزرگ این گروه برگزار می‌شد و مردم سیاه و بردگان در بعضی نقاط ایالت گرد هم آمده و با آواز، رقص، شهادت دادن و ضیافت، ایمانشان را جشن می‌گرفتند. این جشنواره قدیمی‌ترین جشنوارهٔ برگزار شده در کشور است.
- نمایشگاه ایالتی دلاور (که به نام نمایشگاه هرینگتون نیز شهرت دارد) تنها نمایشگاه ایالتی دلاور است و در دو هفتهٔ پایانی ژوئیه برگزار می‌شود. در حین نمایشگاه، برنامه‌های موسیقی مختلفی در گرند استند برگزار می‌گردد.
- سانگربوند دلاور (لغت آلمانی به معنای اتحاد خوانندگان) جشنوارهٔ سه روزه‌ایست که در حین جشن اکتبر برگزار می‌شود. در جشن اکتبر کاروان‌های سوارکاری، غذاهای محلی آلمان و خواندن و رقصیدن به فرهنگ آلمانی وجود دارد.
- جشنوارهٔ شکسپیر دلاور یک جشنوارهٔ در هوای آزاد است که در ماه‌های تابستان در راکوود پارک در نزدیکی ویلمینگتون برگزار می‌شود. مأموریت این جشنواره ساخت تئاترهای حرفه‌ای و درک آثار شکسپیر و تقدیر از اوست.
- ویلمینگتون چندین جشنوارهٔ قومی نیز در خود دارد که توسط کلیساهای مقیمان در شهر حمایت می‌شوند. محبوب‌ترین این جشنواره‌ها، جشنوارهٔ ایتالیایی‌هاست که ژوئن هر سال در نزدیکی کلیسای کاتولیک رمی سنت آنتونی برگزار می‌گردد. نکتهٔ شنیدنی این جشنواره راهپیمایی مجسمهٔ قدیسان در بعدازظهر آخرین روز جشنواره است. در اکتبر هر سال کلیسای کاتولیک رمی سنت هدویگ از جشنوارهٔ لهستانی‌ها در شهر ریورفرانت و در ژوئن هر سال کلیسای ارتدوکس یونانی ترینیتی مقدس از جشنوارهٔ یونانیان در محوطهٔ کلیسا حمایت می‌کنند. این جشنواره‌های قومی معمولاً شامل کاروان‌های سوارکاری، غذاهای ملی و اجراهای موسیقی می‌شوند.
- آخر اکتبر، در ریهوبوث بیچ جشنوارهٔ هالووینی جادوگر دریایی برگزار می‌شود.
- جشنوارهٔ موسیقی جاز کلیفورد براون یک جشنوارهٔ آزاد موسیقی جاز است که سالانه در میدان رودنی در ویلمینگتون به یاد ترومپت‌نواز مشهور اهل دلاور، کلیفورد براون برگزار می‌شود. این جشنواره در سال ۱۸۹۸ در مرکز شهر آغاز شد.
- بازار گل ویلمینگتون می هر سال در پارک راکفورد در نزدیکی ویلمینگتون برگزار می‌شود و سه روز به طول می‌انجامد که عایدات آن برای خیریهٔ بچه‌های دلاور هزینه می‌شود.
- آخر هفتهٔ پس از هالووین، مسابقات قهرمانی جهان پرتاب کدو تنبل در شهرستان ساسکس برگزار می‌شود. در این جشنواره کدو تنبل‌ها با وسیله‌هایی مثل توپ‌های هوانیروز، منجنیق، سنگ‌انداز و ابداعات دیگر به آسمان پرتاب می‌شوند. این جشنواره شامل اجرای موسیقی و ارائهٔ غذا نیز می‌باشد. این جشنواره در سال ۲۰۱۴ و ۲۰۱۵ به خاطر مسائل قانونی و بیمه برگزار نشد و پس از سال ۲۰۱۶ نیز برگزاری آن لغو شد.
- در دومین هفتهٔ اکتبر، بریج‌ویل جشنوارهٔ اسکرپل سیب (نوعی غذای محلی از گوشت خوک و آرد) برگزار می‌شود. محل اصلی برگزاری جشنواره شامل مسابقات، سرگرمی‌های زنده، نمایش ماشین، کشیدن تراکتور و نمایش مهارت‌های فردی می‌شود.
- دومین شنبه مارس در رهوبوث بیچ جشنوارهٔ شکلات برگزار می‌گردد که توسط حرفه‌ای‌ها، آماتورها، شیرینی‌پزها و کودکان حاضر می‌شوند.
- یکی از رسوم خاص اهالی دلاور، روز بازگشت است که هر دو سال در پنجشنبه پس از انتخابات عمومی نوامبر برگزار می‌شود. این جشنواره شاید تنها جشنواره از این نوع در کل کشور باشد و به روزهای آغازین قرن هجدهم بازمی‌گردد. جشنواره شامل خوانش نتایج انتخابات از بالکن دادسرایساسکس می‌شود. سپس برنده و بازندهٔ انتخابات در حین یک رژه با یکدیگر در کالسکه‌های سرباز حاضر می‌شوند. یک گاو نیز پشت دادسرا کباب می‌شود. سپس به صورت نمادین کلاه‌هایشان را در شن‌های ساحل لوز دفن می‌کنند.
- روزهای دوور یک جشن است که در اوایل تابستان در دوور، دلاویر برگزار می‌گردد و تاریخ و فرهنگ شهر را نشان می‌دهد. برجسته‌ترین رخداد جشنواره رژه‌ایست که پس از کاروان سواره‌ها و کاروان غذا در منطقهٔ تاریخی گرین در مرکز شهر برگزار می‌شود.

#### ورزش
| تیم                     | ورزش      | لیگ                 |
| ----------------------- | --------- | ------------------- |
| دلاور بلک فاکسز         | راگبی     | لیگ راگبی آمریکا    |
| دلاور بلو کُتز           | بسکتبال   | لیگ ترقی ان‌بی‌ای     |
| دلاور تاندر             | هاکی      | لیگ ترقی فدرال هاکی |
| دایموند استیت رولر گرلز | رولر دربی | انجمن دربی زنان     |
| ویلمینگتون بلو راکز     | بیسبال    | لیگ کارولینا        |

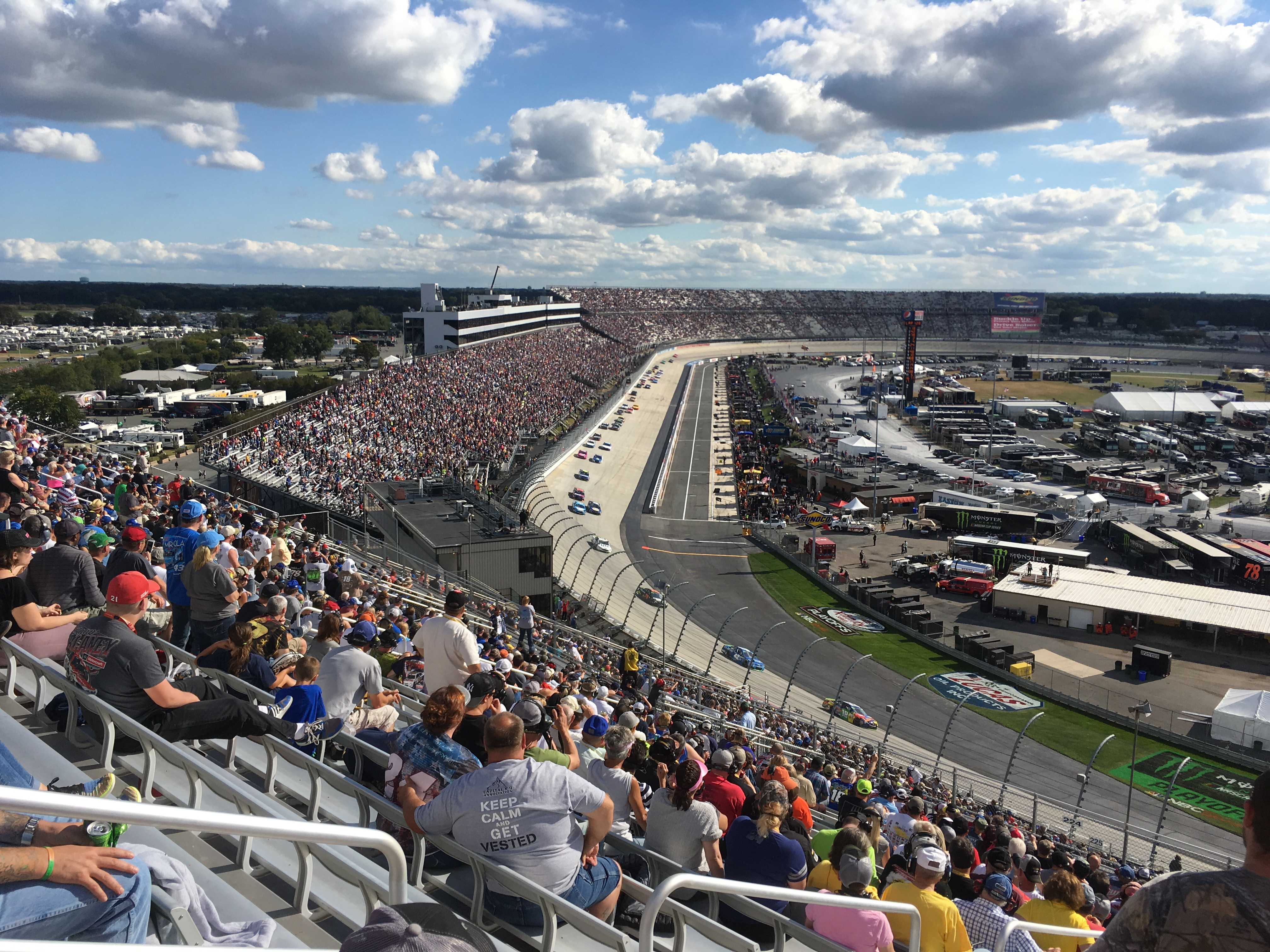
ناسکار در دوور

از آنجایی که دلاور در هیچ‌کدام از لیگ‌های ملی ایالات متحده حضور ندارد، بسیاری از اهالی این ایالت طرفدار تیم‌های فیلادلفیا و بالتیمور هستند. در ان‌بی‌ای زنان، تیم واشینگتن میستیکز طرفداران زیادی در ایالت دارد که ناشی از حضور النا دل دون در این تیم است. این بازیکن اهل ویلمینگتون و دانشجوی دانشگاه دلاور بود. تیم فوتبال آمریکایی دانشگاه دلاور طرفداران زیادی در سراسر ایالت دارد. پس از آن، تیم‌های دانشگاه ایالتی دلاور و کالج ویزلی از لحاظ هوادار، در رتبه‌های بعدی قرار دارند.
پیست بین‌المللی دوور و پیست دوور دانز در شهر دوور جای گرفته‌اند. دی‌آی‌اس (پیست بین‌المللی دوور) که به مانستر مایل نیز شهرت دارد، در هر سال میزبان دو مسابقه نسکار می‌باشد، یکی در بهار و دیگری در اواخر تابستان. دوور دانز به خاطر مسابقات کالسکه‌رانی شهرت دارد. این تنها پیستی در ایالات متحده است که امکان برگزاری هر دوی مسابقات کالسکه‌رانی و اتومبیل‌رانی را دارد.
در سال ۲۰۱۵، باشگاه راگبی دلاور بلک فاکسز، توسعه یافت. دلاور همچنین هر سال دو مبارزهٔ کشتی کج را که به نام مبارزهٔ کشتی منطقه‌ای (به انگلیسی: Combat Zone Wrestling)‌یاCZWمیزبانی‌می‌کند. ورزش رسمی دلاور دوچرخه‌سواری است.

## بومیان آمریکایی دلاور
دلاور نام یک قبیله از بومیان آمریکاست که از زبان لنی لنیپ، که از زبان‌های بومی است، گرفته شده‌است که در دوران استعمار نقش مؤثری در تاریخ آمریکا داشتند. در دوران استعمار این نام بر روی این منطقه گذاشته شد. مقر امروزی این گروه در چسوود، شهرستان کنت، دلاور است. همچنین یک قبیلهٔ نانتیکوک از بومیان آمریکا امروزه در شهرستان ساسکس مقیم هستند و مقر اصلی آن‌ها در میلزبورو می‌باشد.

## الهام‌بخشی
- چندین کشتی به نام یواس‌اس دلاویر به افتخار این ایالت نامگذاری شده‌ است.